# Przemysł II

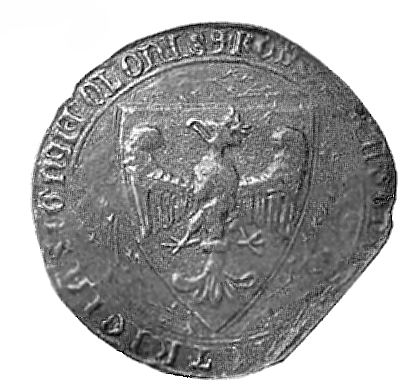
Orzeł Piastowski na rewersie pieczęci majestatycznej Przemysła II z 1295

Przemysł II (ur. 14 października 1257 w Poznaniu, zm. 8 lutego 1296 w Rogoźnie) – władca z dynastii Piastów (ostatni męski przedstawiciel linii wielkopolskiej), książę poznański w latach 1257–1279, książę wielkopolski w latach 1279–1296, książę krakowski w latach 1290–1291, –1296, król Polski w latach 1295–1296.
Pochodził z wielkopolskiej linii dynastii Piastów. Był synem księcia wielkopolskiego Przemysła I i księżniczki śląskiej Elżbiety. Urodził się jako pogrobowiec i wychowywał się na dworze swego stryja Bolesława Pobożnego. Własną dzielnicę – księstwo poznańskie – otrzymał w 1273. Sześć lat później, po śmierci stryja, objął także księstwo kaliskie.
W pierwszym okresie rządów zaangażował się w sprawy śląskie, do 1281 współpracując, a następnie rywalizując, z księciem wrocławskim Henrykiem IV Prawym. Polityka ta doprowadziła do buntu nastawionego prośląsko rodu Zarembów oraz do przejściowej utraty ziemi rudzkiej.
Współpracując z arcybiskupem gnieźnieńskim, Jakubem Świnką, dążył do zjednoczenia księstw piastowskich. Nieoczekiwanie w roku 1290, na mocy testamentu księcia wrocławskiego Henryka IV Prawego, udało mu się objąć księstwo krakowskie. Nie mając jednak dostatecznego poparcia miejscowych możnych w rywalizacji z innym przedstawicielem dynastii piastowskiej, Władysławem Łokietkiem, oraz stojąc w obliczu zwiększającego się zagrożenia ze strony czeskiego władcy Wacława II, ostatecznie zdecydował się ustąpić z Małopolski, która znalazła się wówczas pod panowaniem tego Przemyślidy.
W 1293, dzięki mediacji arcybiskupa Jakuba Świnki, udało mu się wejść w ścisły sojusz z książętami kujawskimi: Władysławem Łokietkiem i Kazimierzem łęczyckim. Sojusz ten miał charakter antyczeski, a jego celem było odzyskanie Krakowa.
Po śmierci księcia gdańskiego Mściwoja II w 1294, zgodnie z ustaleniami układu kępińskiego z 1282, Przemysł II objął Pomorze Gdańskie. Wzmocniło to jego pozycję i umożliwiło koronację na króla Polski. Ceremonia odbyła się 26 czerwca 1295 w Gnieźnie, a przewodził jej arcybiskup Jakub Świnka.
Zaledwie siedem i pół miesiąca później, 8 lutego 1296, Przemysł II został zamordowany podczas nieudanej próby porwania dokonanej z inspiracji margrabiów brandenburskich, z którymi współpracowały zapewne wielkopolskie rody Nałęczów i Zarembów.

## Pochodzenie, imię i przydomek

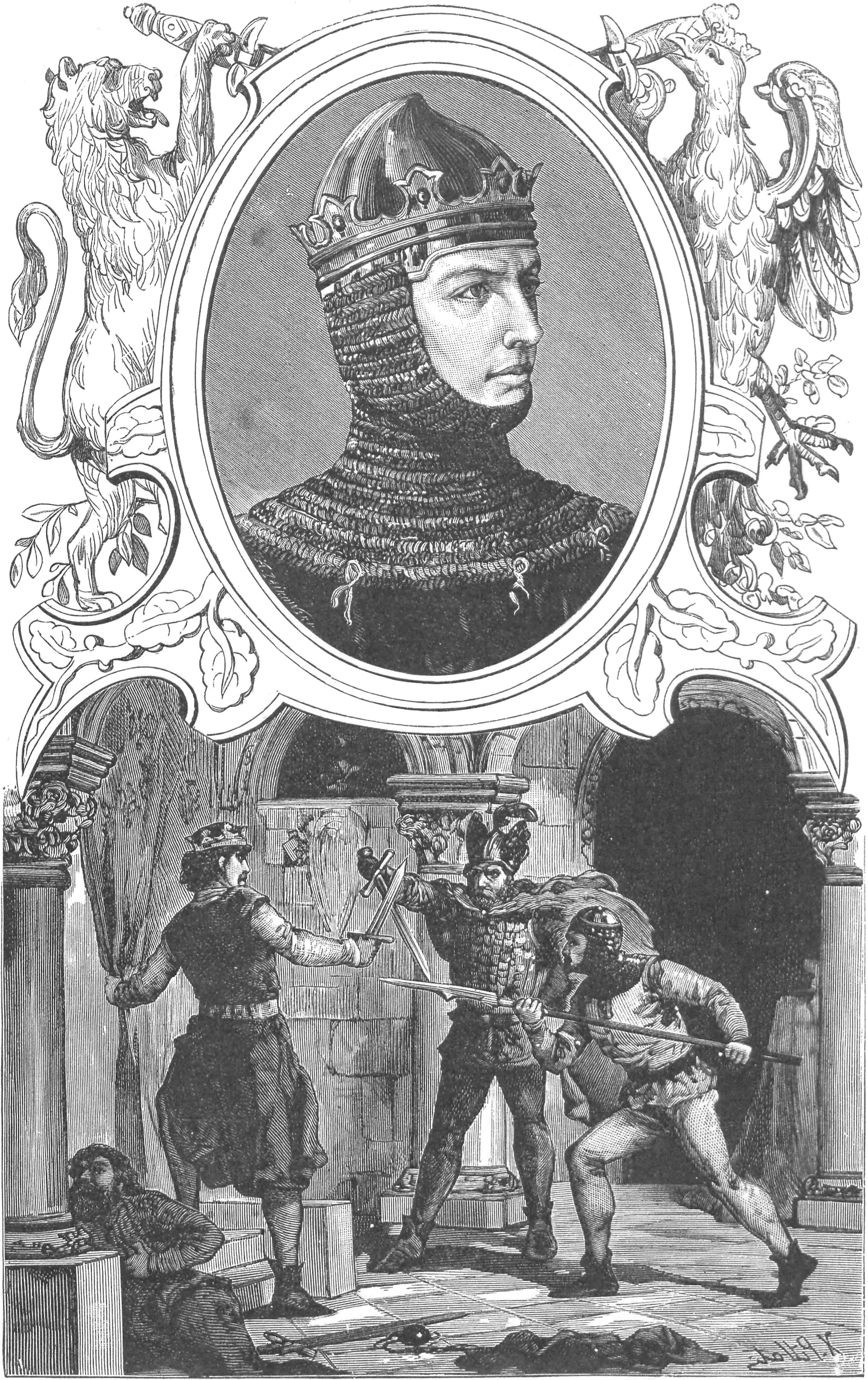
Przemysł w cyklu Wizerunki książąt i królów polskich Ksawerego Pillatiego z 1888

Przemysł II był jedynym synem, a jednocześnie piątym i najmłodszym dzieckiem, księcia poznańskiego Przemysła I i jego żony, księżniczki wrocławskiej Elżbiety, córki Henryka II Pobożnego. Siostrami Przemysła II były: Konstancja, Eufrozyna, Anna i Eufemia.
Jak przekazała Kronika wielkopolska, imię otrzymał po ojcu, przedwcześnie zmarłym 4 czerwca 1257. Forma imienia władcy Wielkopolski w czasach mu współczesnych brzmiała z całą pewnością Przemysł (ewentualnie Przemyśl), co znaczy „przemyślny”, „mądry”. Z uwagi jednak na to, że słowo „przemysł” oznacza obecnie dział produkcji materialnej, uzasadnione jest uznać za poprawną formę Przemysław, zwłaszcza że także ta wersja jest bez wątpienia jeszcze średniowieczna (występuje na początku XIV wieku). Innym imieniem, pod którym książę wielkopolski występuje we współczesnym mu Roczniku kołbackim, jest Piotr, co jednak Oswald Balzer uznał za oczywistą pomyłkę. Imię Piotr za autentyczne uznał jedynie K. Górski.
Źródła współczesne władcy nie zachowały informacji o jego przydomku – jedynie w źródle proweniencji krzyżackiej z 1335 występuje on z przydomkiem Kynast. Obecnie niekiedy przydawany Przemysłowi przydomek Pogrobowiec nie zdobył powszechnego uznania w literaturze.
Przemysł II urodził się 14 października 1257 w Poznaniu. Dzięki Kronice wielkopolskiej wiadomo, że urodził się w godzinach rannych, gdyż zgodnie z tekstem źródłowym, w czasie kiedy księżna Elżbieta powiła syna, kanonicy poznańscy śpiewali pieśni poranne. Na wieść o narodzinach chłopca duchowni radosnym tonem zaintonowali Te Deum laudamus.
Przemysł II urodził się blisko cztery i pół miesiąca po śmierci ojca, był więc pogrobowcem. Niedługo po narodzinach biskup poznański Bogufał z Czerlina oraz kustosz poznański Baszko ponieśli małego księcia do chrztu.

## Pod opieką stryja Bolesława Pobożnego (1257–1273)

### Dzieciństwo i młodość księcia
W momencie narodzin Przemysł został po ojcu nominalnym władcą księstwa poznańskiego. Opiekę nad nim i nad księstwem, obok zapewne matki Elżbiety, objęli stryj księcia Bolesław Pobożny i jego zaślubiona w 1256 małżonka, królewna węgierska Jolenta Helena. Pomimo opieki księcia kaliskiego Przemysł pozostał na dworze w Poznaniu, gdzie wychowywała go matka. 16 stycznia 1265 w swoich dobrach w Modrzu zmarła matka księcia, Elżbieta wrocławska. Odtąd całkowitą opiekę nad Przemysłem sprawował stryj Bolesław.
O edukacji Przemysła II wiadomo bardzo niewiele. Ze źródeł dyplomatycznych zachowały się wyłącznie imiona dwóch nauczycieli Przemysła II: Dragomira i Przybysława. Przypuszcza się (na co wprawdzie nie ma żadnych bezpośrednich dowodów), że książę zdobył pewne wykształcenie (co najmniej znajomość łaciny w mowie i w piśmie).

### Wojna z Brandenburgią. Wyprawa Przemysła II na Nową Marchię
Kolejna wzmianka źródłowa o Przemyśle II pochodzi z 1272, kiedy stryj księcia Bolesław Pobożny ustanowił go nominalnym dowódcą wyprawy zbrojnej przeciwko Brandenburgii. Faktycznymi dowódcami wyprawy zostali wojewoda poznański Przedpełk oraz kasztelan kaliski Janko. Wyprawa rozpoczęta 27 maja miała, oprócz konkretnego celu – zdobycia i zniszczenia nowo wybudowanego grodu w Strzelcach Krajeńskich (lub, w razie gdyby to okazało się niemożliwe, przynajmniej spustoszenia terytorium Nowej Marchii), wdrożyć młodego księcia w arkana sztuki wojennej. Przedsięwzięcie, jak szczegółowo informuje Kronika wielkopolska, powiodło się całkowicie, gdyż Strzelce po krótkiej, aczkolwiek niezwykle zażartej walce, zostały zdobyte przez Wielkopolan. Według słów kronikarza wielkopolskiego podczas zdobywania grodu z polecenia Przemysła miało dojść do rzezi obrońców i tylko życie nielicznych zdołali ocalić towarzyszący księciu rycerze.
Kiedy po zrealizowaniu celu wyprawy część rycerstwa rozjechała się do domów, Przemysł otrzymał poufną wiadomość, że na straży grodu w Drzeniu (Drezdenku) stoi zaledwie kilku niemieckich rycerzy. Młody książę, nie bacząc na to, że ma do dyspozycji tylko część sił, zdecydował się na szybki atak. Zupełnie zaskoczony przeciwnik, obawiając się losu załogi Strzelec Krajeńskich, zdecydował się na poddanie grodu w zamian za możliwość swobodnego wyjścia. Przemysł obsadziwszy gród wierną sobie i stryjowi załogą, mógł z triumfem wrócić do domu.
W tym samym roku doszło do zawarcia pierwszego sojuszu z księciem Pomorza Gdańskiego Mściwojem II. Ten, dążąc do politycznego zjednoczenia księstwa w toku walk przeciwko swojemu bratu i stryjom, obiecał margrabiom brandenburskim ziemię gdańską w zamian za pomoc i choć prawdopodobnie chodziło wyłącznie o zwierzchność lenną na tym terytorium, to władcy z dynastii askańskiej jeszcze w 1271 zajęli grody w tej prowincji z Gdańskiem na czele. Okazało się, że siły pomorskie Mściwoja II są za słabe by samodzielnie usunąć Brandenburczyków. Wtedy też z pomocą zdecydował się przyjść walczący również w tym okresie z Marchią Bolesław Pobożny.
Wspólna pomorsko-wielkopolska wyprawa na Gdańsk zakończyła się odzyskaniem grodu i całkowitym wyparciem wroga z terytorium Pomorza. Wprawdzie wkrótce potem Mściwoj II zdecydował się zawrzeć separatystyczny pokój z Brandenburgią, ale mimo to układ z 1272 pozostał w mocy. Ciągłe zagrożenie ze strony Brandenburgii i niepewność sojuszu z Mściwojem II spowodowały, że Bolesław Pobożny zaczął szukać nowych sojuszników, którzy w razie wojny byliby gotowi udzielić mu daleko idącej pomocy. W tym celu Bolesław zdecydował się szukać porozumienia z księciem zachodniopomorskim Barnimem I.

### Małżeństwo Przemysła II z księżniczką meklemburską Ludgardą
Świeżo zawarty układ postanowiono poprzeć związkiem małżeńskim bratanka Bolesława, księcia Przemysła II, z Ludgardą wnuczką i wychowanicą księcia zachodniopomorskiego Barnima I (była to córka księcia meklemburskiego Henryka I Pielgrzyma i Anastazji pomorskiej). Przemysł po oblubienicę, jak zaświadcza Kronika wielkopolska udał się na Pomorze.

A gdy ją ujrzał, spodobała mu się jej osoba. I tamże w kraju wspomnianego księcia Barnima, w mieście Szczecinie, pojął ją za żonę. A stało się to, gdy kończył szesnasty rok życia.

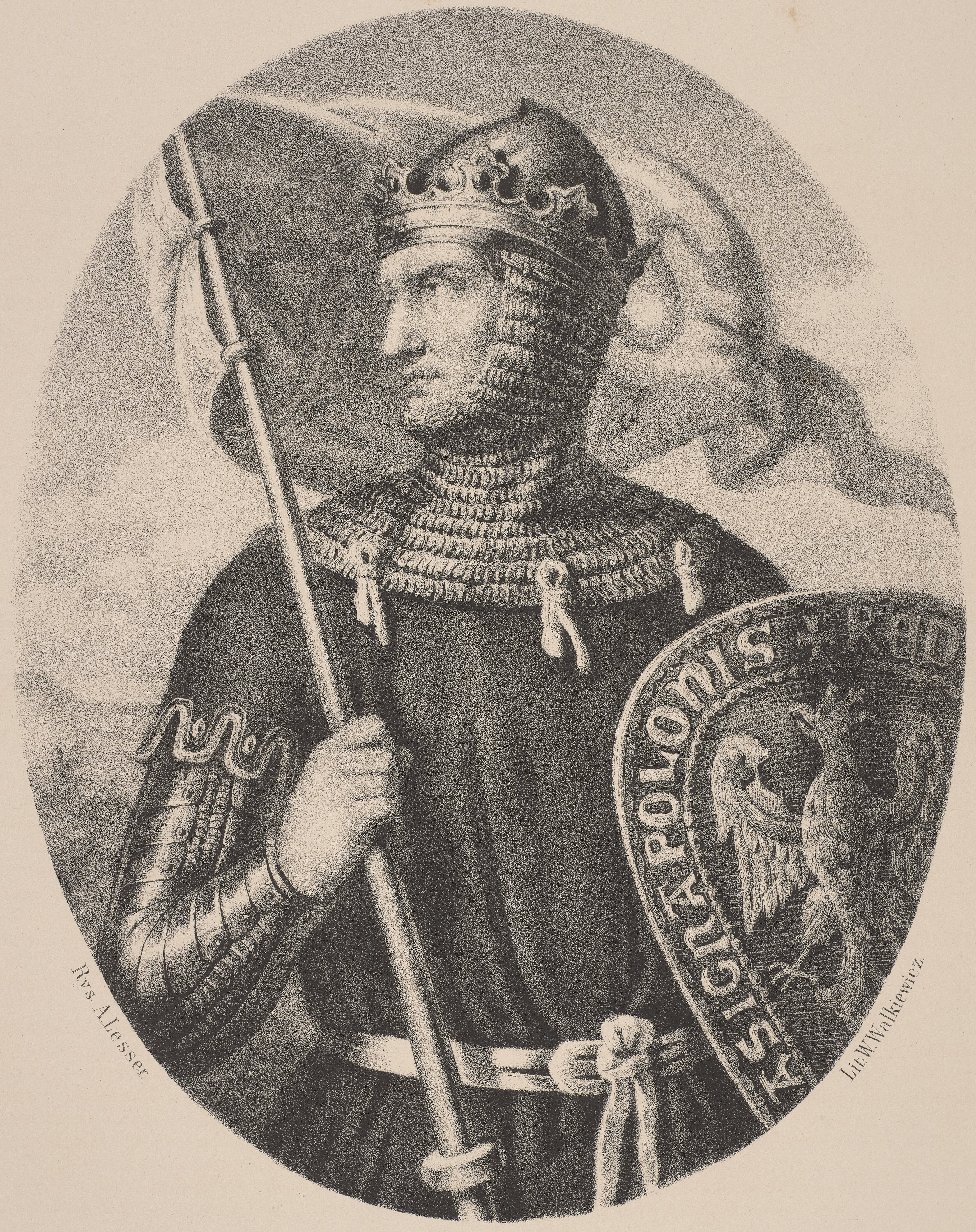
Przemysł II, grafika Aleksandra Lessera

Po ślubie małżonkowie na krótko się rozstali. Przemysł wrócił do Wielkopolski, gdzie razem ze stryjem przygotowywali uroczysty wjazd księżnej do Poznania. Ostatecznie jeszcze w tym samym roku młody małżonek razem ze stryjem, jego żoną, Jolentą Heleną, oraz biskupem poznańskim Mikołajem i innymi dostojnikami wielkopolskimi udali się do granicznego Drezdenka, skąd uroczyście przywiedli Ludgardę do Poznania. Zawarcie przez książąt wielkopolskich sojuszu z Pomorzem Zachodnim skierowanego przeciwko Brandenburgii spowodowało jeszcze w 1274 wyprawę odwetową margrabiów, którzy wobec zaskoczenia Wielkopolan bez większych przeszkód dotarli do Poznania, który spalili, zamku najeźdźcy nawet nie zamierzali zdobywać. Dopiero wówczas naprędce zorganizowane rycerstwo wyparło oddziały brandenburskie z Wielkopolski.

## Przemysł II samodzielnym księciem poznańskim (1273–1279)

### Bunt Przemysła II przeciwko stryjowi

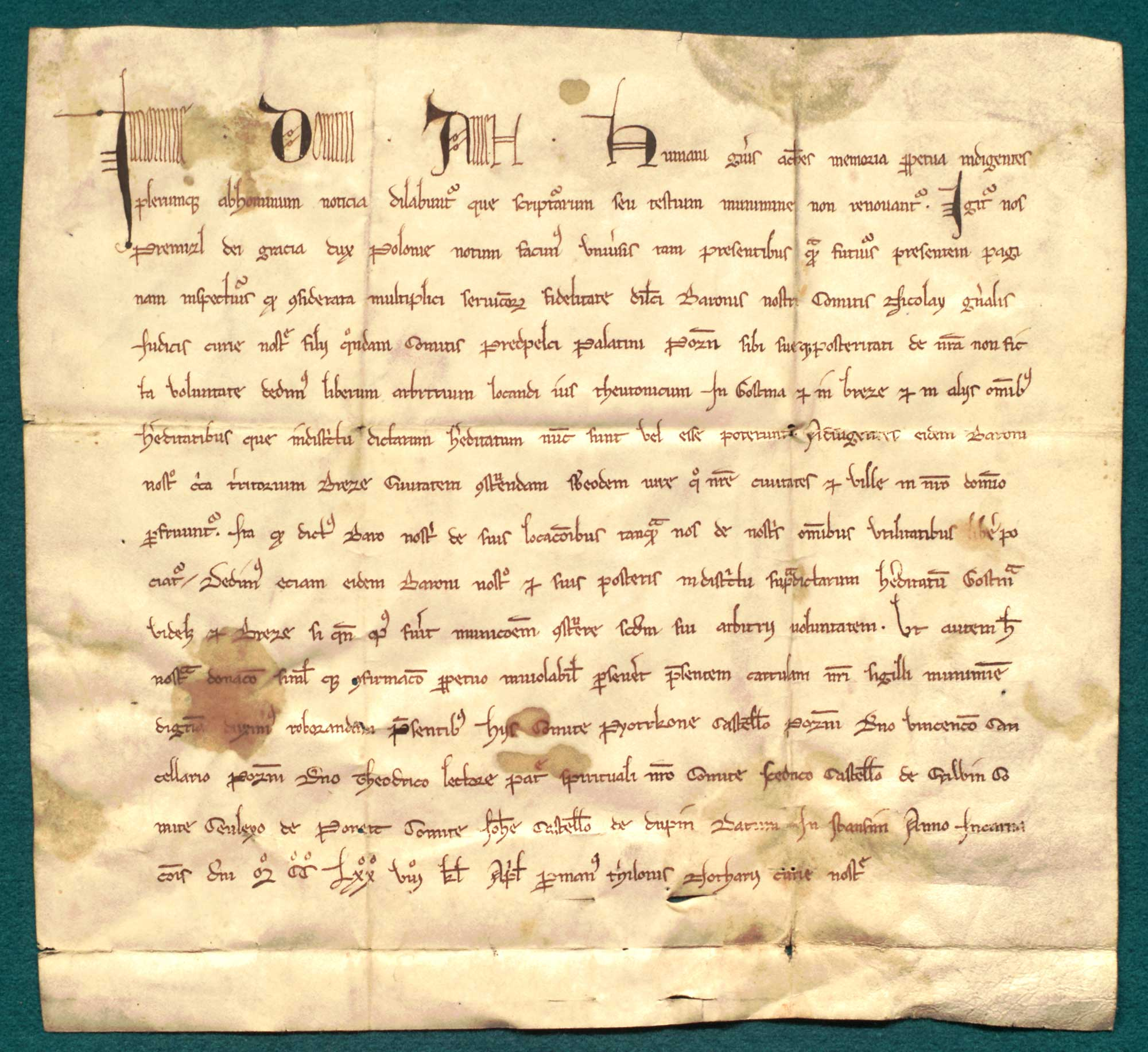
Przemysł II pozwala lokować miasta Gostyń oraz Brzezie na prawie niemieckim, dokument z 1278 roku

W 1273 Przemysł stał się samodzielnym księciem poznańskim. Przebieg wydarzeń z przekazaniem ojcowizny młodemu księciu nie jest całkowicie jasny. Na podstawie źródeł wiadomo jedynie, że na wydanym samodzielnie dokumencie datowanym na 1 października 1273 Przemysł II tytułował się dux Poloniae (książę (wielko)polski). O wiele więcej wiadomości przekazał dokument wydany 25 sierpnia 1289, w którym władca wielkopolski nadał wójtowi gnieźnieńskiemu Piotrowi Winiarczykowi dwie wsie niedaleko Gniezna: Węgielnice i Łagiewnice z wdzięczności za pomoc w ucieczce z zamku gnieźnieńskiego (w dokumencie nie wspomniano, kiedy to wydarzenie miało miejsce).
Wydarzenia poprzedzające wydanie tego dokumentu według historyków wyglądały więc następująco: Przemysł II niezadowolony przedłużającą się opieką stryja, mając poparcie niektórych możnych wielkopolskich, postanowił, nie bacząc na konsekwencje, dochodzić swoich praw do ojcowizny. Nie wiadomo, czy na tym etapie doszło do jakichś incydentów zbrojnych, w każdym razie zbyt natarczywe żądania Przemysła skończyły się jego uwięzieniem na zamku w Gnieźnie. Można przypuszczać, że nie było to więzienie we właściwym tego słowa znaczeniu, lecz areszt domowy, podczas którego Przemysł nie był zbyt rygorystycznie pilnowany, skoro księciu udało się wydostać z zamku bez żadnej pomocy z zewnątrz. Świadczyć może o tym dokument wydany dla Piotra Winiarczyka, w którym pisarz użył zwrotu „qui de nocte consurgens”, co pozwala się domyślać, że urzędnik spał i był całkowicie zaskoczony przybyciem księcia. W każdym razie Winiarczyk, którego przychylności Przemysł II najwidoczniej był pewien, zgodnie z oczekiwaniami udzielił mu wszelkiej pomocy, wyprowadzając jeszcze tej nocy z Gniezna, jednocześnie wyposażając go dostatecznie w środki do ucieczki.

### Sojusz Przemysła II z Henrykiem IV Prawym
Po ucieczce z Gniezna książę udał się zapewne na Dolny Śląsk pod opiekę księcia wrocławskiego Henryka IV Prawego. Świadczyć może o tym zawarcie w bliżej nieokreślonym momencie sojuszu skierowanego przeciwko „jakiemukolwiek człowiekowi i księciu Polski” z wyjątkiem księcia opolskiego Władysława i króla czeskiego Przemysła Ottokara II.
Zawarcie sojuszu pomiędzy Przemysłem a Henrykiem IV postawiło Bolesława Pobożnego w bardzo niewygodnej sytuacji, gdyż sam będąc członkiem prowęgierskiej koalicji książąt polskich (oprócz Bolesława, w jej skład wchodzili Bolesław V Wstydliwy, Leszek Czarny i Konrad II czerski) nie mógł patrzeć obojętnie na wiązanie się swojego bratanka z Henrykiem, będącym czołowym sojusznikiem (do układu należeli również pozostali książęta śląscy) Przemysła Ottokara II w Polsce.
W tym prawdopodobnie można upatrywać faktu pogodzenia się Bolesława Pobożnego oraz wydzielenia dla bratanka dzielnicy poznańskiej jeszcze w 1273. Przemysł II w zamian za to nie tylko przerwał na jakiś czas politykę jawnej współpracy z księciem wrocławskim, lecz zdecydował się wesprzeć stryja w wyprawie przeciwko Władysławowi opolskiemu (sojusznikowi króla czeskiego i Henryka IV Prawego) zakończonej dużym zniszczeniem jego władztwa. Był to odwet za próbę obalenia przez Władysława władzy Bolesława Wstydliwego w Małopolsce w pierwszej połowie 1273. Tak więc z dużym prawdopodobieństwem można uznać, że jeszcze w 1273 konflikt stryja z bratankiem o władzę został zażegnany.
O samodzielnych rządach Przemysła II w dzielnicy poznańskiej wiadomo bardzo niewiele. Z okresu 1273–1279 znane są zaledwie cztery dokumenty księcia, w tym dwa wydane wspólnie ze stryjem Bolesławem Pobożnym.

### Porwanie Henryka Prawego przez Bolesława Rogatkę i bitwa pod Stolcem

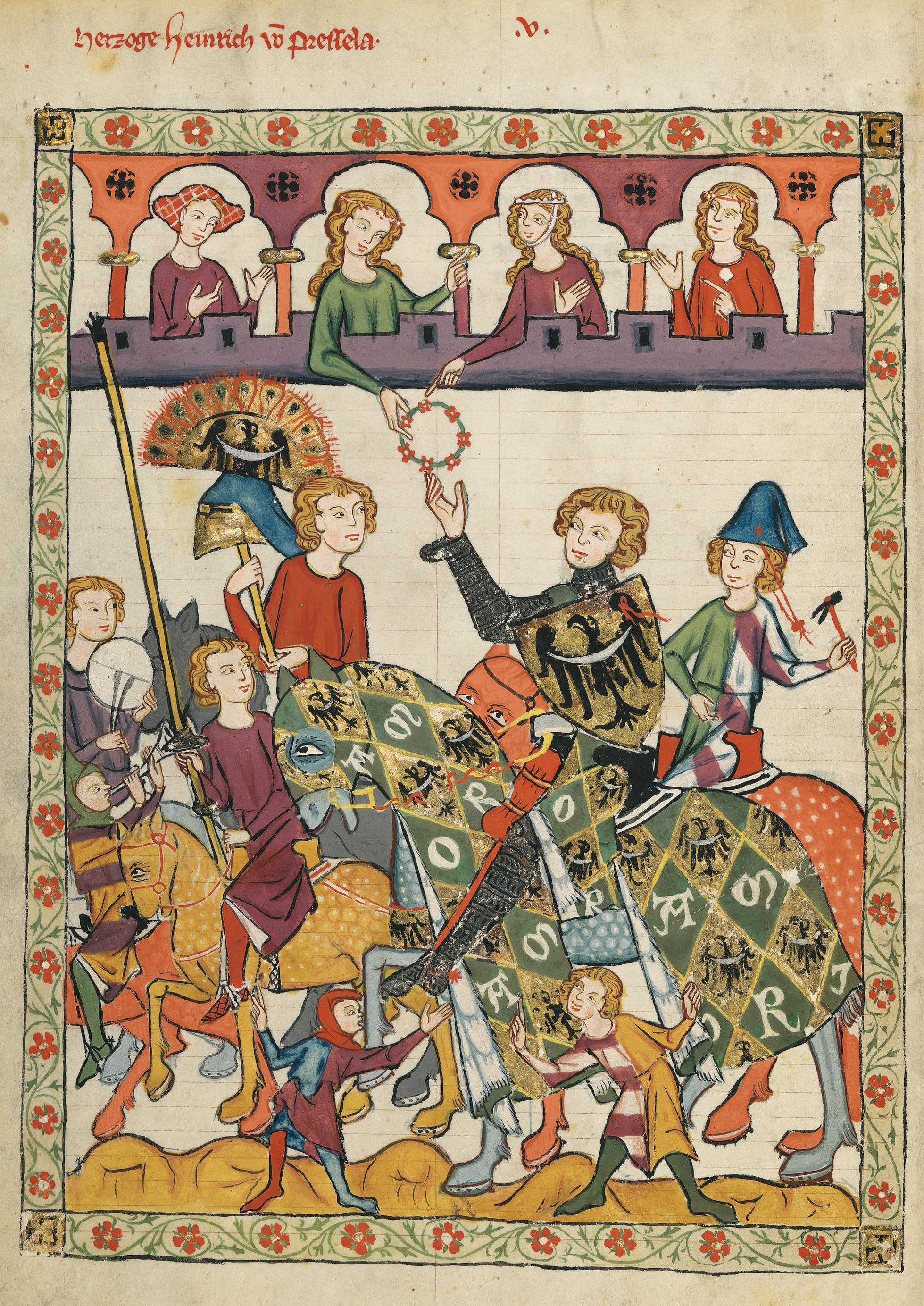
Książę wrocławski i krakowski Henryk IV Prawy

Więcej wiadomo o polityce zewnętrznej księcia. Przyjazne stosunki Przemysła II z Henrykiem Prawym przetrwały, mimo chwilowego rozluźnienia, także po roku 1273.
Nie niosło to jednak żadnych realnych zmian i dopiero w wyniku wydarzeń jakie miały miejsce 18 lutego 1277 w Jelczu koło Wrocławia książę poznański został zmuszony do jawnego opowiedzenia się po stronie wrocławskiego kuzyna. Doszło wtedy do porwania i uwięzienia na zamku w Legnicy księcia wrocławskiego przez jego stryja Bolesława Rogatkę. Powodem porwania Henryka IV Prawego była chęć wyrwania przez Rogatkę z rąk bratanka jak największej części dzielnicy przynależnej mu jego zdaniem jako spadek po wcześniej zmarłych braciach: Henryku III Białym (ojcu Henryka IV) i Władysławie. Bolesław korzystał z osłabienia międzynarodowego opiekuna Prawego, króla Czech Przemysła Ottokara II, który we wrześniu 1276 został zmuszony do podporządkowania się królowi niemieckiemu Rudolfowi z Habsburga.
Przemysł II wiedziony obowiązkiem udzielenia pomocy bratu ciotecznemu (do czego doszły zapewne układy polityczne) zdecydował się wtedy stanąć na czele rycerstwa z ziem poznańskiej, wrocławskiej (które na ogół dochowało wierności księciu Henrykowi) oraz głogowskiej (na którego czele przybył pan tej ziemi, książę Henryk III) i zbrojnie wymusić na księciu legnickim uwolnienie Prawego. Na czele oddziałów legnicko-jaworskich stanęli Bolesław Rogatka i jego najstarszy syn Henryk V.
Do spotkania obu wrogich armii doszło 24 kwietnia 1277 pod wsią Stolec niedaleko Ząbkowic Śląskich. Bitwa, według współczesnych relacji, była niezwykle krwawa i trwała niemal cały dzień. Początkowo wydawało się, że starcie zakończy się świetnym zwycięstwem koalicji poznańsko-głogowsko-wrocławskiej. Sytuacja wydawała się na tyle jednoznaczna, że głównodowodzący oddziałami legnicko-jaworskimi Bolesław Rogatka uciekł nawet z częścią wojska z pola bitwy. Nie zdeprymowało to jednak jego syna Henryka, który w beznadziejnej sytuacji tchnął ducha bojowego w swoich rycerzy i przegraną wydawałoby się bitwę zamienił w sukces, tym pełniejszy, że do niewoli mieli trafić Przemysł II i Henryk III. Było to jednak dla książąt legnickich, jak zapisał Jan Długosz w swojej kronice, pyrrusowe zwycięstwo, gdyż „zginęła w tej walce tak niezliczona liczba ludzi, że rycerze legniccy, chociaż zwycięzcy, nie mogli szydzić ze zwyciężonych, bo krwawo zapłacili za zwycięstwo”. Uwięzienie, jeżeli miało miejsce, trwało niezwykle krótko. Argumentem przeciwko jest, że nic nie wiadomo, o jakichkolwiek stratach jakie książę poznański mógł ponieść z tytułu uwolnienia.
Jakkolwiek by było, przed 5 lipca 1277 r. Przemysł znalazł się w Lubiniu. Henryk IV Prawy na wolność wyszedł prawie miesiąc później, 22 lipca po przekazaniu stryjowi 1/5 swoich ziem ze Środą Śląską na czele.
Wmieszanie się Przemysła II w śląskie konflikty stało się niejako wbrew zdaniu księcia kaliskiego Bolesława Pobożnego, który nie tylko nie wsparł militarnie bratanka, ale sam najechał granice księstwa wrocławskiego, próbując dochodzić roszczeń finansowych. Co więcej, w tym właśnie czasie Bolesław wydał swoją córkę Elżbietę za ówczesnego księcia jaworskiego Henryka V.
Dosyć szybkie zakończenie konfliktu na Śląsku spowodowane było osobistą interwencją króla czeskiego Przemysła Ottokara II, który przygotowując się do ostatecznej rozprawy z królem niemieckim Rudolfem z Habsburga potrzebował uspokojenia sytuacji w Polsce.

### Współpraca z królem czeskim Przemysłem Ottokarem II
We wrześniu 1277 Przemysł Ottokar II zorganizował w przygranicznej Opawie zjazd z książętami polskimi. Brak źródeł nie pozwala ani na dokładne sprecyzowanie daty tego wydarzenia, ani jego uczestników. Historycy przypuszczają tylko, że mogli to być: Henryk Prawy, Bolesław Wstydliwy, Leszek Czarny, Władysław opolski z synami, Henryk głogowski oraz Przemysł II. Nie są znane również decyzje polityczne, które tam zapadły, choć biorąc pod uwagę późniejsze wydarzenia, można z dużą dozą prawdopodobieństwa założyć, że uzgodniono tam kwestię współpracy militarnej.
Do decydującego starcia i zarazem klęski Przemysła Ottokara II w walce z Rudolfem z Habsburga doszło pod Suchymi Krutami, 25 sierpnia 1278. Aż 1/3 armii czeskiej miały stanowić sprzymierzone z nim oddziały polskie. Przemysła II wśród nich nie było, gdyż przebywał wówczas on w Lądzie. Nie przeszkodziło to jednak, jak przypuszczają historycy, w wysłaniu czeskiemu sojusznikowi oddziałów posiłkowych.

### Polepszenie stosunków z Bolesławem Pobożnym. Zjazd książąt w Lądzie

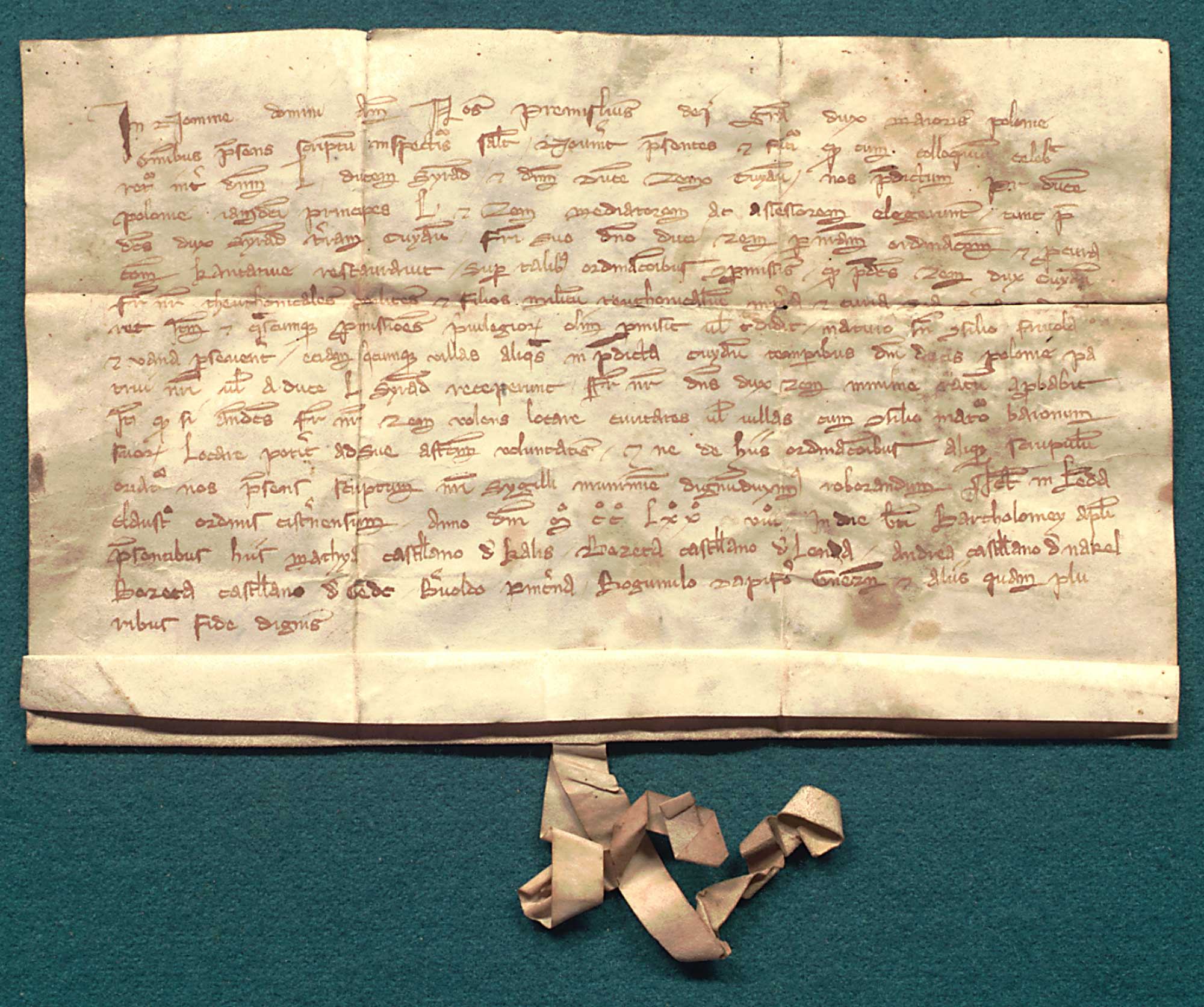
Przemysł II przyznaje Siemomysłowi zwrot Kujaw, dokument z 1278 roku

Zaangażowanie się Przemysła II w sprawy śląskie i czeskie, mimo wyraźnej różnicy interesów, nie spowodowało żadnych nowych zadrażnień pomiędzy młodym księciem a stryjem Bolesławem Kaliskim. Świadczy o tym chociażby wspólne wydawanie dokumentów, np. 6 stycznia 1278.
Innym dowodem na ścisłą współpracę Przemysła ze stryjem w ostatnich latach jego życia są wydarzenia, które rozegrały się w połowie roku 1278 (zapewne w sierpniu). Wtedy to Bolesław, wykorzystując zaangażowanie Brandenburgii w wojnę Przemysła Ottokara z Rudolfem z Habsburga, nagłym, krótkim wypadem (trwał tylko osiem dni) zaatakował Nową Marchię, którą zniszczył aż pod Myślibórz, gdzie w bitwie pokonał oddziały margrabiego Ottona V Długiego.
Książę poznański w wyprawie tej nie uczestniczył (tak twierdzi Jan Długosz), gdyż przebywał wtedy, jak podaje dokument datowany na 24 sierpnia 1278, w Lądzie. Miał tam, z pewnością z polecenia stryja, rozstrzygnąć toczony od lat spór pomiędzy księciem inowrocławskim Ziemomysłem z jednej strony, a jego poddanymi i rodzonym bratem Leszkiem Czarnym z drugiej.
Spór udało się Przemysłowi po rozmowach z Leszkiem i Ziemomysłem zakończyć definitywnie. Książę inowrocławski musiał zgodzić się na dwa warunki: że nie będzie na swoim dworze i ziemi tolerował rycerzy niemieckich i że bez zgody możnych nie będzie lokował miast i wsi na prawie niemieckim. Dodatkowo Ziemomysł musiał również zaakceptować utratę kasztelanii kruszwickiej i radziejowskiej na rzecz Bolesława Pobożnego oraz wyszogrodzkiej na rzecz Mściwoja II. Zawiązane wówczas przyjazne stosunki Przemysła II z książętami kujawskimi okazały się trwałe i przetrwały do końca panowania wielkopolskiego władcy.
Wyprawa Bolesława przeciw Brandenburgii w 1278 była ostatnią w jego życiu. Maximus trumphator de Teutonicis (najwyższy triumfator nad Niemcami), zmarł 13 lub 14 kwietnia 1279 w Kaliszu, nie pozostawiając męskich następców. Na krótko przed śmiercią Bolesław wezwał bratanka do siebie i przekazał mu całość swojego dziedzictwa wraz z prośbą o opiekę nad żoną Jolentą Heleną i dwiema młodszymi, nieletnimi córkami: Jadwigą i Anną.

## Przemysł II władcą całej Wielkopolski (1279–1290)
Granice władztwa Przemysła II według Bronisława Nowackiego biegły następująco: „z Marchią od północy wzdłuż Noteci, pozostawiając po stronie wielkopolskiej Santok i Drezdenko. Od rzeki Drawy granica skręcała na północ, omijając Kalisz Pomorski, a dalej przebiegała równoleżnikowo na wschód, gdzie na krótkim odcinku Wielkopolska graniczyła z księstwem Pomorza Zachodniego. Następnie po linii równoleżnikowej, na południe od Szczytna i Tucholi do rzeki Brdy, stykała się Wielkopolska z Pomorzem Gdańskim. Dalej granica skręcała na południe od Nakła, pozostawiając ten gród po stronie Wielkopolski i stąd na południe wzdłuż górnej Noteci ukształtowała się granica z Kujawami. Granica wschodnia, oddzielająca Wielkopolskę od ziemi łęczyckiej i sieradzkiej, pozostawiała po stronie wielkopolskiej Staw i Koźminek. Niedaleko źródeł Warty, między Brzeźnicą i Olesnem, na krótkim odcinku Wielkopolska stykała się z księstwem krakowskim, a następnie na północny zachód, w okolicach Kępna, Ostrzeszowa i Przemętu granica oddzielała Wielkopolskę od dzierżaw książąt opolskich, wrocławskich i głogowskich. W końcu biegła wzdłuż biegu Odry w kierunku Sulęcina, pozostawiając ten gród po stronie ziemi lubuskiej i dalej w kierunku Noteci z Santokiem”.
Władztwo Przemysła II było więc dość spójne terytorialnie o dość regularnych granicach (z wyjątkiem kasztelanii rudzkiej). Co ważne w kontekście jednoczenia ziem polskich – graniczyło ono niemal z wszystkimi księstwami piastowskimi oraz z ziemiami od państwa polskiego utraconymi (ziemią lubuską i Nową Marchią, niedaleko też było do granic zakonu krzyżackiego i ziemi chełmińskiej). Dodatkowym atutem rodzącej się wielkopolskiej myśli zjednoczeniowej było posiadanie na swoim terytorium siedziby metropolii gnieźnieńskiej oraz dodatkowo diecezji poznańskiej, co w porównaniu z innymi dzielnicami stawiało Wielkopolskę w pozycji wyjątkowej.

### Objęcie przez Przemysła II rządów nad zjednoczoną Wielkopolską
Połączenie Wielkopolski przez Przemysła odbyło się bez żadnych przeszkód. Zjednoczenie okazało się trwałe a ukształtowane w tym momencie granice Wielkopolski, z wyjątkiem granicy z księstwem wrocławskim, przetrwały przez cały okres panowania Przemysła II. Jednakże mimo zjednoczenia świadomość podziału Wielkopolski na części poznańską i kalisko-gnieźnieńską przetrwała praktycznie do końca XVIII wieku. W czasach Kazimierza Wielkiego zostało to uwidocznione podziałem dzielnicy na województwa poznańskie i kaliskie.

### Współpraca z możnymi i stosunki z sąsiadami
Z analizy wydawanych w tym czasie dokumentów wynika, że w pierwszym okresie swoich rządów nad całą Wielkopolską Przemysł II oparł się na następujących dostojnikach: biskupie poznańskim Janie Gerbiczu, kanclerzu kaliskim (od 1288 po stworzeniu jednego urzędu „cancellerius tocius Polonie”), późniejszym biskupie poznańskim Andrzeju Zarembie oraz pozostałych jego współrodowcach: podkomorzym gnieźnieńskim Sędziwoju, wojewodzie poznańskim Beniaminie i wojewodzie gnieźnieńskim Arkemboldzie. Innymi bliskimi współpracownikami byli: podkomorzy poznański Wojciech Krystanowic z Lubrzy, kasztelan poznański Tomisław Nałęcz, kasztelan kaliski Maciej, kasztelan wieluński Stefan, sędzia poznański Mikołaj Łodzia, kanclerz poznański Wincenty Łodzia oraz notariusze książęcy mieszczańskiego pochodzenia: Tylon, Jaśko i Mikołaj będący rodzonymi braćmi.
W latach 1279–1281 władztwo Przemysła II miało raczej przyjazne stosunki (a przynajmniej neutralne) ze wszystkimi bezpośrednimi sąsiadami.

### Spotkanie z Henrykiem Prawym i uwięzienie Przemysła. Strata ziemi rudzkiej
Książę wielkopolski czuł się w miarę bezpiecznie i kiedy dostał zaproszenie na zjazd od księcia wrocławskiego Henryka IV Prawego, postanowił z niego skorzystać. Do spotkania doszło zapewne 9 lutego 1281 w jednym ze śląskich kościołów. Wówczas wyszły na jaw prawdziwe intencje gospodarza, który łamiąc wszelkie zasady gościnności, uwięził przybyłych książąt: oprócz Przemysła także księcia legnickiego Henryka V Grubego oraz księcia głogowskiego Henryka III, aby wymusić na nich ustępstwa polityczne. Warto zauważyć, że zaledwie cztery lata wcześniej Henryk III i Przemysł II pośpieszyli uwięzionemu Prawemu z ryzykowną pomocą zbrojną, która zakończyła się klęską zadaną przez trzeciego z zaproszonych, Henryka V Grubego. Powodem tak radykalnego kroku Henryka Prawego, jak przypuszczają historycy, była zapewne chęć rozszerzenia wpływów na sąsiednie księstwa w związku z planami koronacyjnymi.
Ostatecznie po krótkim oporze Przemysł II zdecydował się w zamian za uwolnienie oddać Henrykowi ważną strategicznie ziemię wieluńską (zwaną też niekiedy od innego ważnego w tym czasie grodu ziemią rudzką), bowiem Henrykowi zależało na bezpośrednim połączeniu księstwa wrocławskiego z Małopolską. Uwięzienie Przemysła przez Henryka Prawego nie trwało zbyt długo, gdyż 3 marca książę wielkopolski był w Poznaniu. Na znacznie większe ustępstwa musieli przystać obaj uwięzieni Henrykowie. Zgodzili się oni na każde żądanie księcia wrocławskiego udzielić mu pomocy zbrojnej w wysokości trzydziestu kopijników. Był to więc w praktyce układ lenny.
Do szybkiego uwolnienia księcia wielkopolskiego mogła przyczynić się interwencja zorganizowana przez księcia krakowskiego Leszka Czarnego i pomorskiego Mściwoja II. Na czele wyprawy, która spustoszyła część pogranicza księstwa wrocławskiego, stanął ten ostatni. Powodem przybycia Mściwoja II do Wielkopolski, oprócz pomocy uwięzionemu sojusznikowi, była chęć uregulowania sprawy roszczeń krzyżackich względem części Pomorza oraz kwestia sukcesji po jego śmierci, gdyż książę pomorski nie doczekał się męskiego potomstwa: Mściwoj z pierwszego małżeństwa miał córki Katarzynę i Eufemię. Sytuację dodatkowo komplikowało, że władzę nad całością księstwa pomorskiego zdobył zbrojnie wydziedziczając stryjów: Racibora i Sambora II, którzy z zemsty zapisali swoje działy (ziemie białogardzką i gniewską) zakonowi krzyżackiemu około 1278.

### Umowa w Kępnie. Przemysł następcą Mściwoja II na Pomorzu Gdańskim

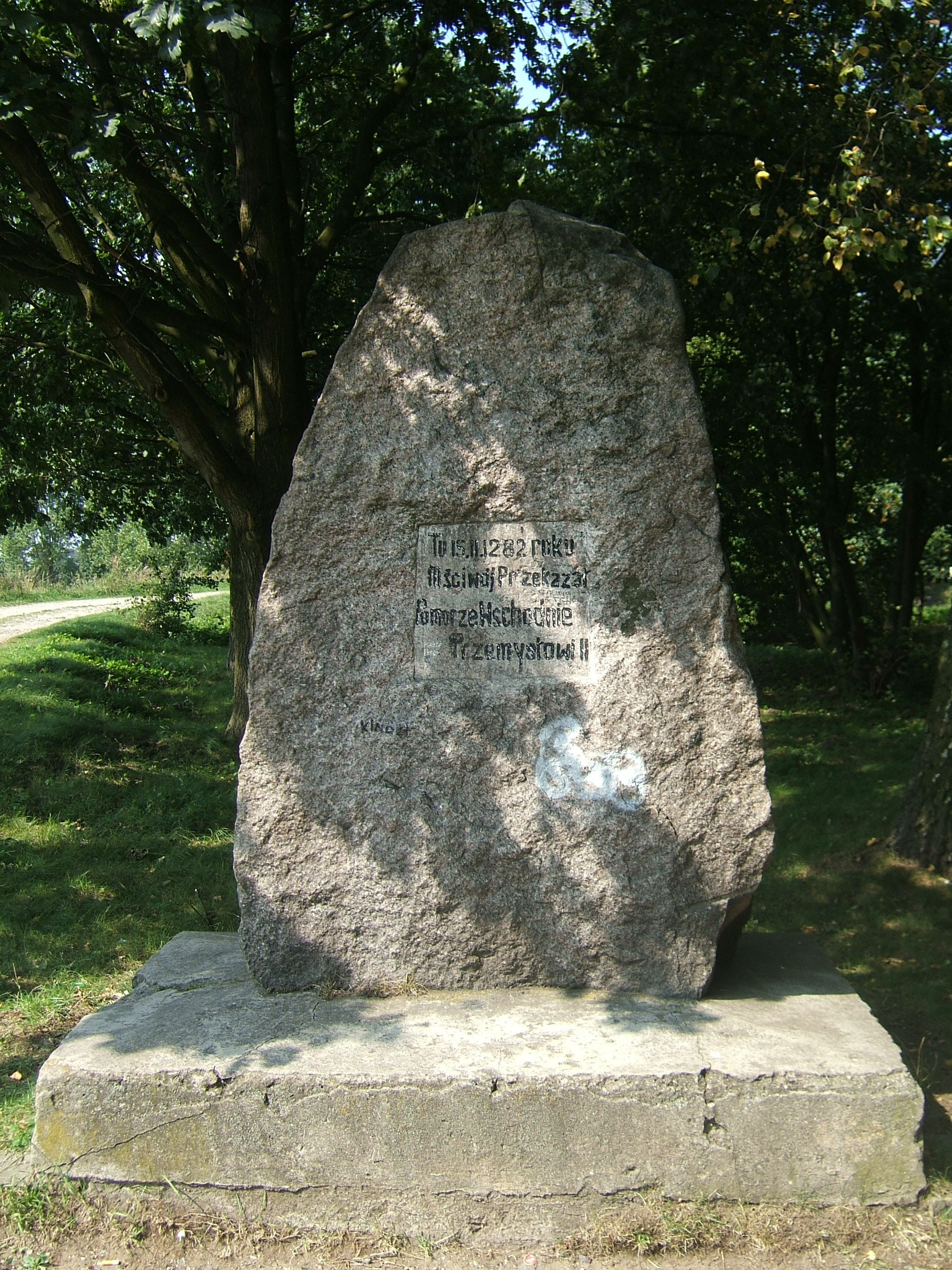
Pamiątkowy głaz w Kępnie upamiętniający przekazanie przez Mściwoja Pomorza Wschodniego Przemysłowi II

Do pierwszych rozmów Mściwoja II z Przemysłem II na temat sukcesji doszło zapewne jeszcze w 1281, prawdopodobnie przy okazji przyjazdu księcia pomorskiego do wielkopolskiego opactwa benedyktyńskiego w Lubiniu. Wprawdzie nie ma bezpośrednich dowodów, że w opactwie benedyktynów był w tym samym czasie Przemysł II, lecz obecność w tym miejscu biskupa poznańskiego Jana i innych dostojników wielkopolskich sugeruje takie rozwiązanie. Na początku następnego roku Mściwoj II ponownie udał się do południowej Wielkopolski, w celu rozmowy z legatem papieskim Filipem z Fermo, mającym rozstrzygnąć spór Pomorza z zakonem krzyżackim o Gniew i Białogard. Legat przebywał wówczas na dworze biskupów wrocławskich w należącym do księstwa wrocławskiego Miliczu. Z uwagi na niezbyt przyjazne stosunki łączące Przemysła II (a więc i jego sojusznika Mściwoja) z Henrykiem IV książę pomorski zdecydował się zatrzymać w nadgranicznym (przynależnym do diecezji wrocławskiej) Kępnie, gdzie miał oczekiwać na wyrok legata.
W Kępnie na Mściwoja oczekiwał prawdopodobnie książę wielkopolski. 15 lutego 1282 doszło tam do zawarcia układu politycznego, który miał w niedalekiej przyszłości doprowadzić do zjednoczenia Pomorza Gdańskiego z Wielkopolską. Pod sporządzonym wówczas dokumentem podpisali się: wojewoda pomorski Waysil, wojewoda poznański Beniamin, wojewoda gnieźnieński Arkembold, sędzia poznański Mikołaj, sędzia kaliski Andrzej oraz dominikanin Piotr będący zapewne osobą, która redagowała tekst pisma. W Kępnie byli także z pewnością inni ważniejsi urzędnicy obu dzielnic (mało prawdopodobne, aby Mściwojowi towarzyszył tylko wojewoda).
Trwają spory historyków o charakter umowy kępińskiej. Według jednych (Balzer, Wojciechowski) był to klasyczny układ o przeżycie, w którym ten, kto przeżyje partnera umowy, dziedziczy jego terytoria. Przeczyłyby temu późniejsze układy o dziedziczeniu Przemysła z Henrykiem III głogowskim i Władysławem Łokietkiem. Według innych (Kętrzyński, Baszkiewicz, Zielińska, Nowacki, Swieżawski) miał to być układ jednostronny – darowizna za życia Mściwoja II względem Przemysła II (tzw. donatio inter vivos). Z jeszcze innym pomysłem wychodził J. Bieniak. Uważał on mianowicie, że Mściwoj II po prostu złożył Przemysłowi hołd lenny. Obecnie dominujące jest raczej drugie stanowisko głównie z uwagi, że zgadza się ono całkowicie z wymową źródeł. Został więc Przemysł II w 1282 formalnie księciem pomorskim, jednak na czas życia swego darczyńcy ustąpił mu swoje prawa.
Jak każdy akt prawny umowa kępieńska wymagała akceptacji społeczeństwa (w praktyce możnowładztwa i rycerstwa) obu dzielnic. Do spotkania elit wielkopolsko-pomorskich doszło 13 lub 15 września 1284 w Nakle, gdzie potwierdzono w pełni prawa Przemysła względem Pomorza Gdańskiego. Integracja Pomorza z Wielkopolską nie była wyłącznie decyzją Przemysła i Mściwoja. Nominacje na urzędy pomorskie dla możnych wielkopolskich świadczą, że także oni byli żywotnie zainteresowani ścisłą integracją obu dzielnic.

### Nagła śmierć Ludgardy meklemburskiej, pierwszej żony Przemysła II
W grudniu 1283 w Gnieźnie w wieku 22 lub 23 lat niespodziewanie zmarła żona księcia, Ludgarda. Stosunki między małżonkami na jakiś czas przed zgonem Ludgardy nie były z pewnością najlepsze. Prawdopodobnie doszło nawet do separacji małżonków. Powodem tego stanu rzeczy była domniemana bezpłodność Ludgardy, coraz bardziej widoczna wobec dziesięcioletniego pożycia małżeńskiego. Faktyczny okres współżycia małżeńskiego z powodu małoletniości małżonków mógł być w rzeczywistości krótszy. Na bezpłodność Ludgardy, poza brakiem potomstwa, nie ma żadnych dowodów. W ówczesnych czasach o bezpłodność były zazwyczaj oskarżane kobiety, choć w tym przypadku, z uwagi na narodziny z drugiego małżeństwa córki Przemysła, wydaje się to bardziej prawdopodobne. Nie budzi więc zdziwienia sytuacja, że na księcia wielkopolskiego padło podejrzenie zabójstwa żony. Zaznaczyć trzeba jednak, że żadne współczesne Przemysłowi źródło nie wspomina o tym. Jest to tym bardziej zaskakujące, gdyż księciu nie brakowało zażartych wrogów, którzy z pewnością wykorzystaliby zbrodnię Przemysła. Brak również jakiejkolwiek reakcji Kościoła, czy też publicznej pokuty księcia.

Jako pierwszy sugestię o tajemniczości śmierci Ludgardy przekazał napisany w połowie XIV wieku Rocznik Traski: 

W tymże roku zmarła najdostojniejsza małżonka pana Przemysła księcia Wielkopolski, córka Mikołaja księcia Kaszubów, imieniem Lukarda. Śmierć jej nikt nie zdołał dociec jak zaszła.

Autor rocznika nie sugeruje więc jednoznacznie nienaturalnego zgonu księżnej, choć dopuszcza jego możliwość. W sposób niebudzący wątpliwości o zamordowaniu Ludgardy wypowiedział się zależny od niego Rocznik małopolski w kodeksie szamotulskim, w którym oprócz informacji o śmierci Ludgardy zamieszczono: 

Niezależnie od tego dziejopisarza (dodam), że za naszej młodości widzieliśmy w grodzie gnieźnieńskim jedną drewnianą kaplicę, która w języku rodzimym nazywa się kruchta, w której były dwa wielkie kamienie na kształt młyńskich zaczerwienione krwią tejże pani, między którymi została starta całkowicie i zgasła, i została złożona w grobie w katedrze gnieźnieńskiej.

Kolejnym źródłem opisującym śmierć Ludgardy jest Kronika oliwska napisana w połowie XIV wieku przez opata Stanisława. Autor jest wyraźnie uprzedzony do panującej w Gdańsku do końca XIII wieku dynastii Sobiesławiców. Niechęć ta przenosi się również na Przemysła II: 

Gdy pochowany został w Oliwie książę Mściwoj, Przemysł przybył do Gdańska i objął w posiadanie księstwo pomorskie. Potem otrzymał od stolicy apostolskiej koronę królestwa polskiego. Żył jeszcze jeden rok i schwytany przez pachołków margrabiego Brandenburgii, Waldemara, został zabity na pomszczenie świętej Lukardy swojej małżonki, którą źle podejrzewając kazał udusić.

Nie wiadomo, dlaczego ewentualne morderstwo Ludgardy mieliby pomścić margrabiowie brandenburscy, dla których zgon księżnej był w rzeczywistości na rękę, gdyż oddalał niebezpieczeństwo trwałego sojuszu Wielkopolski z Pomorzem Zachodnim i Meklemburgią skierowanego właśnie przeciwko nim. Doniesienia kronikarza oliwskiego powtórzone zostały jeszcze w meklemburskiej kronice Ernsta Kircheberga. Ernst Kirchberg był wędrownym bardem wywodzącym się z Turyngii, który około 1378 zjawił się na dworze księcia meklemburskiego Albrechta. Wkrótce po tym Erst chcąc gospodarzowi podziękować za gościnę napisał dosyć długi wierszowany poemat, w którym zawarł również losy Ludgardy. Historia ta według barda wyglądała następująco: Przemysł z namowy swojej matki Elżbiety Wrocławskiej (która według źródeł zmarła w 1265 r., a więc jeszcze przed ożenkiem syna) miał zażądać od swej małżonki rozwodu i wyjazdu do rodzinnej Meklemburgii. Wobec jej odmowy „Co Bóg złączył, Bóg tylko rozłączyć może” Przemysł zdecydował się na jej uwięzienie w wieży, gdzie usiłował ją namówić do ustąpienia. Ostatecznie wobec trwania Ludgardy w uporze Przemysł miał ją osobiście zabić sztyletem. W czynie tym wspierała władcę również jego służba, która miała dobić konającą Ludgardę dusząc ją ręcznikiem. Ostatnim ważnym źródłem do dziejów Ludgardy są Roczniki Jana Długosza. Jedyną nową informacją jest, że o nienaturalnym zgonie księżnej były śpiewane pieśni aż do czasu współczesnych autorowi kroniki (tj. do około roku 1480). Długosz jako pierwszy wydarzenia lokalizuje nie w Gnieźnie, a w Poznaniu. Poza tym jako datę śmierci podaje on 14 grudnia, pod którą to datą wcześniejszy rocznik małopolski wyraźnie pisze, że odbył się pogrzeb zmarłej. Obecnie wśród historyków zdaje się przeważać teza o całkowitej niewinności Przemysła względem nagłej śmierci żony.
Opierając się na ustaleniach Brygidy Kürbis, można uznać, że 10-letnie pożycie małżeńskie Przemysła i Ludgardy nie było udane i w miarę upływu czasu coraz bardziej stawało się oczywiste, że książęca para nie doczeka się potomka. Nie było to jednak jeszcze pewne, gdyż Ludgarda w 1283 miała najwyżej 23 lata. Niemniej można uznać, że w Przemyśle coraz bardziej rosła niechęć do żony uznawanej za bezpłodną, a fakt ten był powszechnie przez wszystkich znany. Kiedy więc w połowie grudnia 1283 Ludgarda zmarła nagle i w osamotnieniu (świadczyć może o tym śmierć w Gnieźnie, z dala od dworu Przemysła w Poznaniu), wśród współczesnych zrodziło się podejrzenie, że śmierć księżnej była nienaturalna. Nikt nie miał jednak na to dowodów. Do pogłosek przyczyniło się, że w XIII w. znajomość medycyny była znikoma, w związku z czym często nagły zgon młodego człowieka interpretowano jako nienaturalny. Dodatkowo księciu zaszkodziło odrzucenie w zupełności żałoby, co wobec tego, że księżna była powszechnie lubiana, zrodziło wrażenie winy Przemysła.

### Wybór Jakuba Świnki na stolicę arcybiskupią

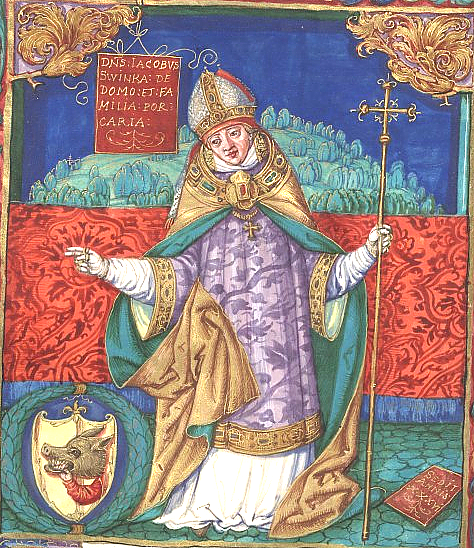
Abp Jakub Świnka, najbliższy współpracownik Przemysła II

18 grudnia 1283, zaledwie parę dni po pogrzebie Ludgardy, władca Wielkopolski stał się świadkiem niezwykle ważnego dla dziejów Polski wydarzenia – konsekracji arcybiskupa gnieźnieńskiego Jakuba Świnki. Doszło do niego we franciszkańskim kościele św. Stanisława Biskupa i Męczennika w Kaliszu i było tym ważniejsze, że Polska od dwunastu lat (od śmierci w 1271 arcybiskupa Janusza) nie miała pełnoprawnego duszpasterza. Nominację papieską Jakub Świnka otrzymał 30 lipca 1283, jednakże z uwagi na to, że był on dotychczas tylko diakonem, istniała konieczność nadania mu święceń kapłańskich. Uroczystość ta odbyła się 18 grudnia, a dzień później Jakub Świnka otrzymał sakrę biskupią. Na uroczystościach w Kaliszu według źródeł było obecnych pięciu polskich biskupów i książę Przemysł II, który nowo kreowanemu arcybiskupowi podarował kosztowny pierścień.
O pochodzeniu i wcześniejszych losach Jakuba Świnki nie wiadomo prawie nic, nie licząc wzmianki w dokumencie o zasługach względem Bolesława Pobożnego. Arcybiskup gnieźnieński był z pewnością Przemysławowi II bardzo dobrze znany, gdyż współpraca między oboma układała się doskonale. Świadczy o tym m.in. wydanie przez księcia na ręce arcybiskupa aż 14 dyplomów, w tym tak ważnego jak potwierdzenie wszystkich dotychczasowych przywilejów i zezwolenie na bicie własnej monety w Żninie i kasztelanii lądzkiej.

### Sojusz z Brandenburgią i wojna z Pomorzem Zachodnim. Zjazd w Sieradzu
W pierwszej połowie 1284 Przemysł II zaangażował się po stronie Danii i Brandenburgii w konflikcie zbrojnym z Pomorzem Zachodnim i Rugią. O tej wojnie i zakresie pomocy Przemysła II dla sojuszników nie wiadomo praktycznie nic, a pokój, jaki został zawarty 13 sierpnia 1284, nie przyniósł Wielkopolsce żadnych realnych korzyści.
O wiele więcej władcy wielkopolskiemu mogły przynieść przyjazne relacje z władcą krakowskim Leszkiem Czarnym, z którym Przemysł spotkał się na zjeździe w Sieradzu 20 lutego 1284. Nie są znane treści rozmów, które wówczas przeprowadzono, ale musiały być one owocne, skoro Przemysł zdecydował się nadać wojewodzie krakowskiemu Żegocie trzy wsie (Nieczajno, Wierzbiczany i Lulin). Dobre stosunki zostały podtrzymane także w późniejszym okresie, skoro pół roku później (6 września) książę wielkopolski pośredniczył w rokowaniach Leszka Czarnego i jego brata Kazimierza z Krzyżakami. Przemysł nie tracił również z oczu spraw pomorskich, spotykając się 13 września tegoż roku w Nakle z Mściwojem II.

### Zdrada Sędziwoja Zaremby. Utrata Ołoboku

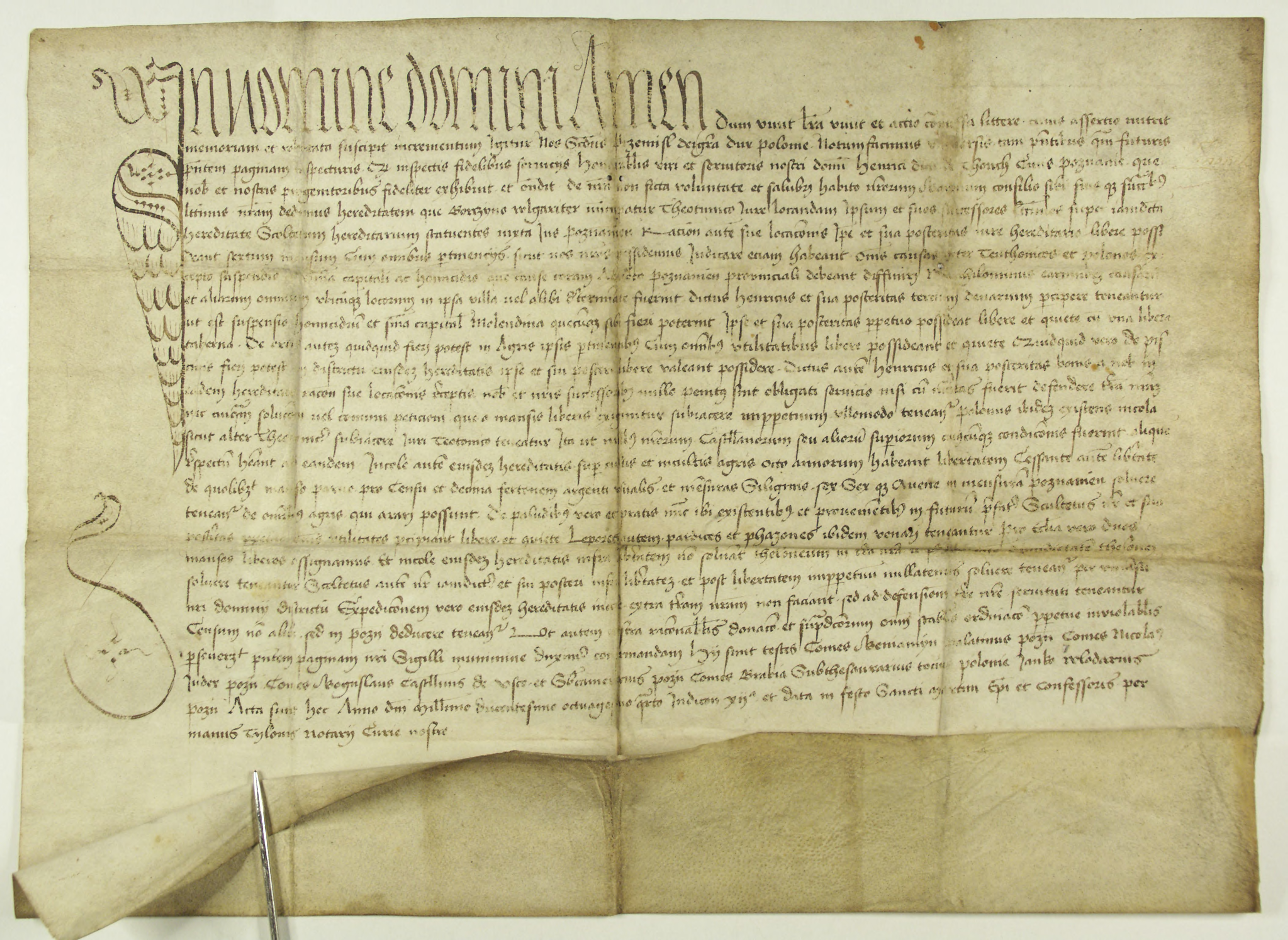
Kopia dokumentu Przemysła II lokującego Górczyn (1284)

28 września 1284, jak informuje Rocznik Traski, opierający się prawdopodobnie na starszym obecnie zaginionym roczniku, spłonął Kalisz. Zdarzenie to uruchomiło wkrótce lawinę wydarzeń zagrażających integralności władztwa Przemysła II. Otóż gospodarzem w Kaliszu był przed pożarem Sędziwój Zaremba, który obawiając się konsekwencji, zdecydował się zająć zamek kaliski (najwyraźniej nieuszkodzony w pożarze) i przekazać go księciu wrocławskiemu Henrykowi Prawemu. Na wieść o wydarzeniach kaliskich władca wielkopolski zareagował błyskawicznie. Najpóźniej 6 października był bowiem, jak zaświadcza wydany przez niego dokument, na czele rycerstwa wielkopolskiego pod murami miasta. Wobec odmowy poddania się książę zarządził oblężenie zamku. Nie wiadomo jak długo trwały walki, wkrótce jednak na skutek niechęci do walki w szeregach jego własnych oddziałów (rycerze i możni bali się zapewne, że Przemysł po zdobyciu grodu nie oszczędzi obrońców, a znajdowali się tam ich współrodowcy) książę zgodził się na rokowania. Ostatecznie książę odzyskał zamek kaliski, musiał jednak oddać księciu wrocławskiemu świeżo wybudowany zamek w Ołoboku. Nie ma pewności, czy zdrada Sędziwoja Zaremby była wówczas odosobnionym przypadkiem, czy też częścią szerszego spisku rodu Zarembów. Można jednak przypuszczać, że książę w spisek nie wierzył, gdyż większość współrodowców Sędziwoja pozostała na swoich urzędach, także po roku 1284. Dodatkowym argumentem jest występowanie jako świadka w dokumencie z 6 października (a więc z okresu oblężenia grodu) wojewody poznańskiego Beniamina Zaremby, który wobec tego musiał pozostać w kręgu zaufanych władcy.
Do zmiany nastawienia Przemysła względem Beniamina doszło w 1285. Z uwagi na niewielką ilość informacji nie wiadomo, co było tego przyczyną. Znany jest tylko podany przez Rocznik Traski fakt uwięzienia przez Przemysła II przebywającego wówczas w Wielkopolsce Sędziwoja oraz wojewody poznańskiego Beniamina. Uwięzieni Zarembowie zostali ostatecznie potraktowani bardzo łagodnie, sądzeni przez księcia pomorskiego Mściwoja II utracili wyłącznie sprawowane urzędy i część majątku, która została im skonfiskowana. Beniamin zresztą w 1286 ponownie występował w otoczeniu Przemysła II.

### Ślub z Ryksą szwedzką
W 1285 książę wielkopolski postanowił ożenić się powtórnie. Jego wybranką została Ryksa, córka zdetronizowanego króla Szwecji Waldemara i Zofii, córki króla Danii Eryka IV. Małżeństwo to z uwagi na brak większych kontaktów Wielkopolski ze Szwecją zostało zawarte najpewniej dzięki pośrednictwu dynastii askańskiej. Ślub per procura odbył się w szwedzkim Nyköping 11 października 1285. Podczas uroczystości władcę Wielkopolski zastępował notariusz Tylon, któremu rok później Przemysł II z wdzięczności nadał Giecz wraz z prawem lokacji. Nie wiadomo, gdzie i kiedy odbył się właściwy ślub z udziałem Przemysła i Ryksy, ani kto udzielił sakramentu małżeństwa. Możliwe opcje to Poznań (biskup Jan) lub Gniezno (arcybiskup Jakub Świnka).

### Synod w Łęczycy, zjazd w Sulejowie i konsekracja nowego biskupa poznańskiego
Rok 1285 przyniósł władcy także inne sukcesy: jeszcze w styczniu arcybiskup Jakub zwołał do Łęczycy synod prowincjonalny, podczas którego obłożono klątwą głównego przeciwnika Przemysła II, księcia wrocławskiego Henryka IV Prawego, 15 sierpnia zaś spotkał się książę w Sulejowie z księciem brzeskim Władysławem Łokietkiem i inowrocławskim Ziemomysłem. W Sulejowie omawiano zapewne sprawę rebelii części możnych przeciwko Leszkowi Czarnemu i powołania na tron krakowski Konrada II czerskiego.
W maju 1286 po śmierci biskupa poznańskiego Jana Wyszkowica na jego następcę konsekrowany został Jan Gerbicz. Współpraca z nowo kreowanym biskupem odbywała się bez zarzutu, choć część historyków zastanawia fakt obdarzenia Jana przydomkiem „traditor” (zdrajca).

### Odzyskanie Ołoboku. Trójstronny sojusz Wielkopolski, Pomorza Gdańskiego i Zachodniego
14 czerwca 1287 według Jana Długosza rycerstwo wielkopolskie, jak sugeruje kronikarz, bez wiedzy swojego pana zaskoczyło śląską załogę w Ołoboku, zdobyło zamek i przyłączyło okręg ołobocki na powrót do Wielkopolski. Henryk Prawy nie zdecydował się wówczas na konflikt zbrojny, akceptując stratę świeżego nabytku, co więcej w tym czasie w bliżej nieznanych okolicznościach Przemysł II odzyskał również ziemię wieluńską (straconą jeszcze w 1281). Można tylko przypuszczać, że tak dalekie ustępstwa księcia wrocławskiego wiązały się z jego planami opanowania tronu krakowskiego, a przez oddanie Przemysłowi swoich wcześniejszych zaborów chciał zyskać życzliwą neutralność ze strony władcy Wielkopolski.
W tym samym roku 23 listopada w Słupsku doszło do spotkania trzech książąt: zachodniopomorskiego Bogusława IV, gdańskiego Mściwoja II oraz wielkopolskiego Przemysła II. Książęta zawarli wówczas przymierze skierowane przeciwko każdemu przeciwnikowi, a zwłaszcza przeciwko agresywnej polityce Brandenburgii i władcy rugijskiego Wisława II. Porozumienie gwarantowało Bogusławowi IV i dynastii Gryfitów objęcie Pomorza Gdańskiego w przypadku bezpotomnych zgonów Mściwoja pomorskiego i Przemysła wielkopolskiego. Ponadto w znaczący sposób przyczyniło się do pogorszenia na jakiś czas stosunków z rządzącą w Brandenburgii dynastią askańską. Przymierze to zostało następnie potwierdzone na spotkaniu w Nakle w sierpniu 1291.

### Sprawa I koalicji piastowskiej. Stosunki z Leszkiem Czarnym i narodziny córki Ryksy
Według ostrożnej teorii lwowskiego historyka Oswalda Balzera około 1287 z inspiracji arcybiskupa Jakuba Świnki doszło do politycznego porozumienia pomiędzy księciem krakowskim Leszkiem Czarnym, wrocławskim Henrykiem Prawym, wielkopolskim Przemysłem II oraz głogowskim Henrykiem III w sprawie wzajemnego dziedziczenia. Z początku teoria Oswalda Balzera zdobyła niezwykłą popularność wśród historyków. Pogląd ten obaliły prace: Władysława Karasiewicza i Jana Baszkiewicza. Nie należy jednak zupełnie wykluczyć możliwości zawarcia w tym okresie jakiegoś układu pomiędzy Przemysłem a Henrykiem Prawym, czego dowodami miały być dobrowolny zwrot Przemysłowi ziem ołobockiej i wieluńskiej, a także późniejszy testament księcia wrocławskiego.
14 maja 1288 na zjeździe w Rzepce doszło do dalszego zacieśnienia współpracy Przemysła z Mściwojem II. W lipcu zaś książę odwiedził w Krakowie zapewne ciężko chorego Leszka Czarnego. Treści podjętych tam rozmów nie są znane.
Z małżeństwa z Ryksą 1 września 1288 urodziła się Przemysłowi II córka Ryksa, późniejsza żona Wacława II, króla Czech i Polski, a po jego śmierci – Rudolfa III Habsburga. Wiadomość o narodzinach córki jest zarazem ostatnią wiadomością źródłową o królewnie szwedzkiej Ryksie. Musiała ona umrzeć po tej dacie, a przed 13 kwietnia 1293, kiedy Przemysł ożenił się z Małgorzatą brandenburską. Wydaje się, że Przemysł drugą żonę darzył głębszym uczuciem. Świadczy o tym nie tylko nazwanie ich córki imieniem matki, a przede wszystkim nadanie 19 kwietnia 1293 biskupstwu poznańskiemu wsi Kobylniki w zamian za palenie wiecznej lampki przy grobie zmarłej.

### Śmierć Leszka Czarnego. Walki o Małopolskę i bitwa siewierska
30 września 1288 zmarł bezpotomnie książę krakowski, sandomierski i sieradzki Leszek Czarny. Jego zgon uruchomił w Małopolsce różne uśpione dotąd siły, które w krótkim czasie doprowadziły do wybuchu wojny. Otóż ogół rycerstwa krakowskiego opowiedział się za księciem płockim Bolesławem II (rycerstwo sandomierskie poparło jego brata Konrada II), podczas gdy mieszczaństwo opowiedziało się za księciem wrocławskim Henrykiem IV Prawym.
Na początku 1289 roku na Wawel, dzięki opowiedzeniu się po stronie Henryka kasztelana Sułka z Niedźwiedzia, wkroczyły oddziały śląskie pod dowództwem sprzymierzonych z księciem wrocławskim książąt: opolskiego Bolka I i ścinawskiego Przemka. W odpowiedzi zawiązała się koalicja złożona z księcia płockiego Bolesława II, księcia brzeskiego Władysława Łokietka oraz księcia łęczyckiego Kazimierza II. Niespodziewanie do zawiązanej koalicji przyłączył się również Przemysł II, który złamał tym samym wcześniejsze układy z władcą wrocławskim.
Książęta śląscy zdali sobie wówczas sprawę, że nie dysponują wystarczającymi siłami, by oprzeć się w Krakowie koalicji wielkopolsko-kujawsko-mazowieckiej, i postanowili wycofać się na Śląsk, gdzie mieli zgromadzić większe oddziały. Za wycofującymi się Ślązakami udały się oddziały koalicji i na terenie księstwa bytomskiego, pod Siewierzem 26 lutego doszło do krwawej bitwy zakończonej pełnym zwycięstwem sprzymierzeńców. W bitwie tej z rąk Wielkopolan poległ Przemko ścinawski, a Bolko opolski dostał się do niewoli. Po bitwie Władysław Łokietek zajął Kraków, a książę wielkopolski wycofał swoje oddziały i zawarł z Henrykiem Prawym rozejm. Korzystając z tego, jeszcze w 1289 Henryk Prawy ponownie zajął zbrojnie Kraków, usuwając Władysława Łokietka do Sandomierza. Stan ten obie strony konfliktu uważały za tymczasowy, gdyż zarówno Prawy, jak i Łokietek używali nadal tytułu księcia krakowskiego i sandomierskiego.

## Droga ku koronacji królewskiej (1290–1295)

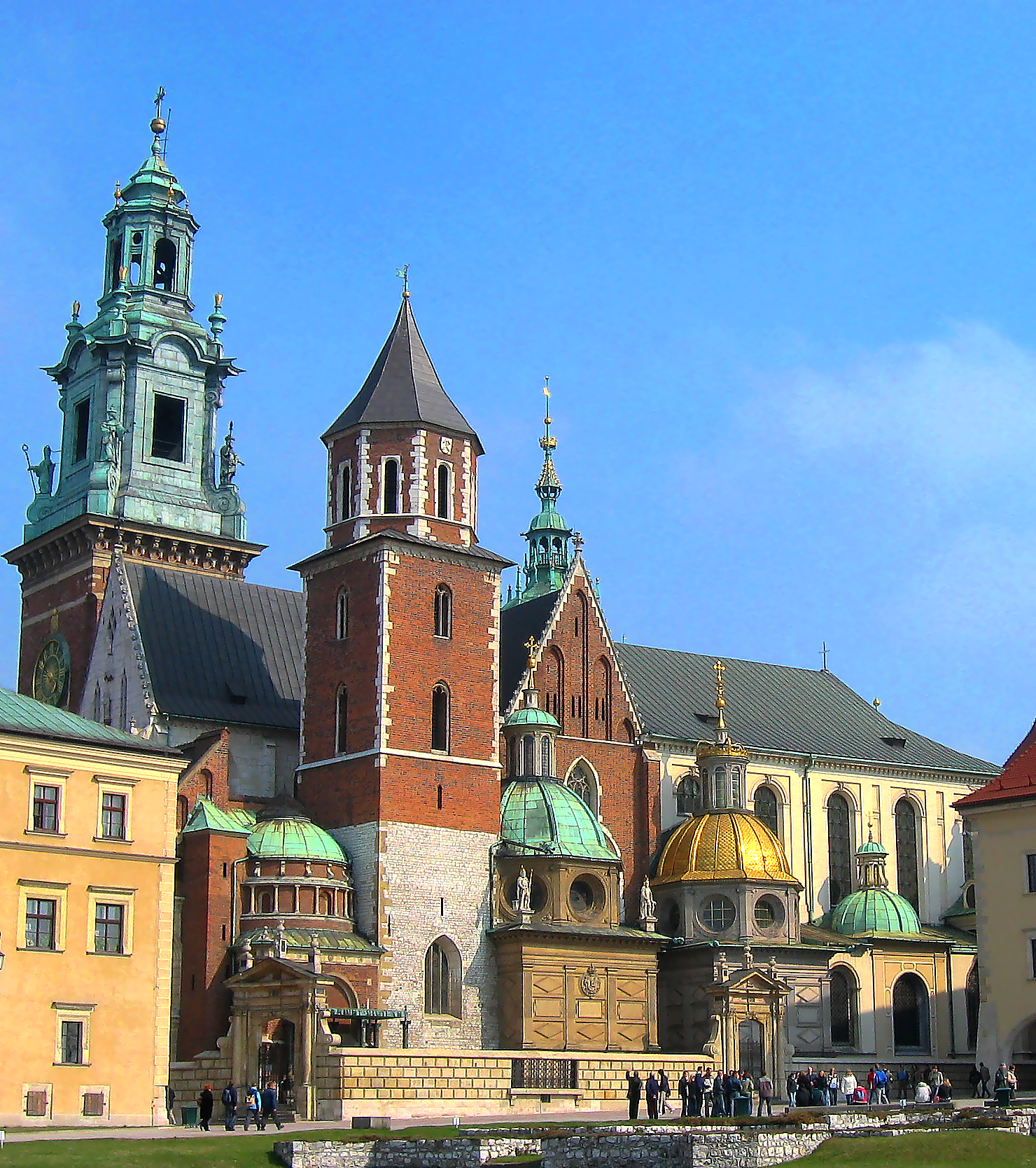
Katedra na Wawelu – miejsce przechowywania insygniów Bolesława Szczodrego

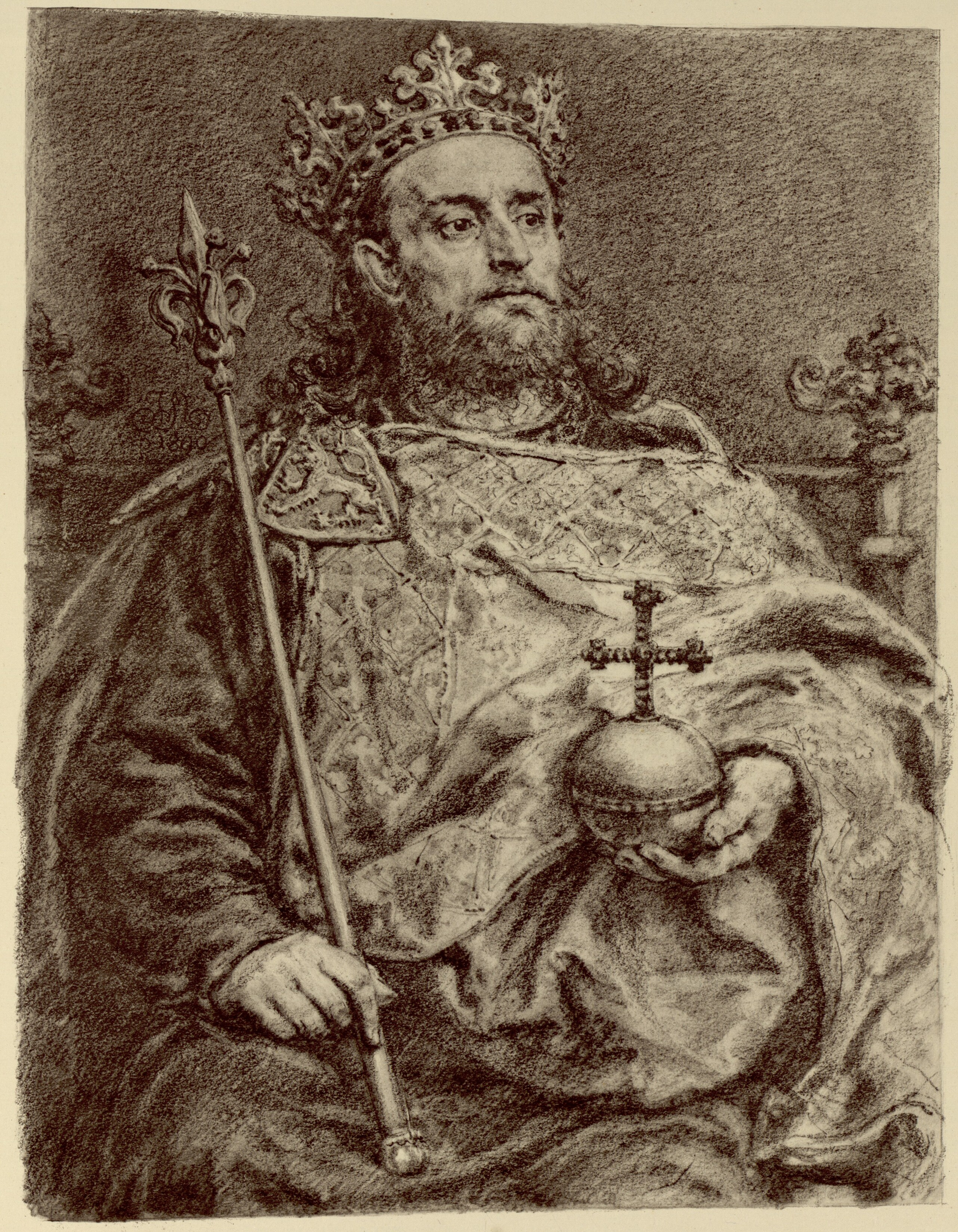
Wacław II – najpotężniejszy z rywali Przemysła II

### Śmierć Henryka Prawego. Przemysł księciem krakowskim
23 czerwca 1290 zmarł we Wrocławiu, prawdopodobnie otruty, książę wrocławski i krakowski Henryk IV Prawy. Jako że nie miał syna, w pozostawionym po sobie testamencie dziedziczne księstwo wrocławskie przekazywał stryjecznemu bratu, księciu głogowskiemu Henrykowi III, ziemię kłodzką zwracał Czechom, a księstwo nyskie nadawał w wieczyste posiadanie biskupstwu wrocławskiemu.
Powyższe nadania nie budzą wątpliwości, gdyż są one zgodne z dotychczasową linią polityczną Henryka. Spore zdziwienie wśród historyków budzi natomiast nadanie księstwa krakowskiego i sandomierskiego innemu bliskiemu krewnemu, księciu wielkopolskiemu Przemysłowi. W literaturze istnieje kilka teorii wyjaśniających decyzję księcia wrocławskiego. Ostatnio przyjmuje się, że za testamentem stał najpewniej arcybiskup gnieźnieński Jakub Świnka, który 17 czerwca 1290, na kilka dni przed śmiercią Henryka, przebywał we Wrocławiu. Zgodnie z ostatnią wolą Prawego na Przemyśle spoczęły zobowiązania: przekazania katedrze krakowskiej 100 grzywien złota oraz oddania kościołowi tynieckiemu ozdób i ksiąg liturgicznych.
O śmierci księcia wrocławskiego Przemysł II został poinformowany zapewne jeszcze w czerwcu. Z uwagi na lukę w dokumentach władcy tytuł księcia krakowskiego po raz pierwszy widnieje na dokumencie z 25 lipca 1290. Co charakterystyczne, Przemysł w żadnym ze swoich dokumentów nie używał tytułu księcia sandomierskiego, ponieważ, pomimo posiadania pełni praw do ziemi sandomierskiej na mocy testamentu Prawego, nigdy tej ziemi nie posiadał – po śmierci Henryka IV dzielnicę przejął Władysław Łokietek.
Obejmując Małopolskę, Przemysł II jako swoje godło przyjął koronowanego orła, używanego wcześniej przez Henryka Prawego (dotychczas książę używał odziedziczonego po ojcu i stryju wspiętego lwa).
Nie wiadomo, kiedy dokładnie Przemysł udał się do Krakowa w celu objęcia tam władzy. 24 kwietnia 1290 przebywał jeszcze w Gnieźnie. Dwa miesiące później wydał dokument w Krakowie, gdzie początkowo jego władzę poparli przedstawiciele elity możnowładczej (z kasztelanem Żegotą, kanclerzem Prokopem, wojewodą Mikołajem, skarbnikiem Florianem, stolnikiem Śmielem oraz cześnikiem Żegotą na czele) duchowieństwa (łącznie z biskupem krakowskim Pawłem z Przemankowa, któremu dokumentem z 12 września 1290 książę nadał prawo do pobierania dziesięciny z połowy dochodów żupy krakowskiej) oraz mieszczaństwa.

### Stosunki z Władysławem Łokietkiem. Rządy w ziemi krakowskiej
Nie ma pewności, jak w tym czasie układały się stosunki Przemysła z rządzącym w księstwie sandomierskim Władysławem Łokietkiem. Nieużywanie przez Przemysła tytułu księcia sandomierskiego skłania historyków do zdania, że obaj zaakceptowali swoją władzę zgodnie ze stanem posiadania, nie wykluczając jednak możliwości drobnych starć.
W otoczeniu Przemysła II występowali wyłącznie urzędnicy z Krakowa i najbliższych okolic (Wieliczka i Miechów), co sugeruje, że realna władza księcia wielkopolskiego ograniczała się jedynie do Krakowa i okolic. Na pozostałych terytoriach realną władzę sprawował prawdopodobnie Łokietek.

### Rezygnacja z Małopolski na rzecz władcy czeskiego Wacława II
Stolicę Małopolski Przemysł opuścił między 12 września a 23 października 1290. Nigdy więcej już do niej nie powrócił. Opuszczając Wawel, zabrał ze sobą insygnia koronacyjne przechowywane w skarbie katedralnym od czasów Bolesława Szczodrego. Prawdopodobnie już wtedy planował koronację królewską.
Tymczasem z pretensjami do Małopolski wystąpił książę czeski Wacław II. Roszczenia te znajdowały oparcie w darowiźnie ciotki Wacława, wdowy po Leszku Czarnym, Gryfinie, oraz nadaniach króla niemieckiego Rudolfa I. Oba dokumenty w myśl polskiego prawa nie miały żadnych podstaw, jednak siła militarna, bogactwo i bliskość kulturowa sąsiednich Czech spowodowały, że kandydaturę Wacława przyjęto w Małopolsce powszechnie.
Książę wielkopolski stanął wtedy przed wyborem: konfrontacja zbrojna, w której z uwagi na przewagę militarną Czech nie miał szans, albo rozmowy polityczne.
14 października 1290 w Gnieźnie Jakub Świnka otworzył obrady synodu prowincjonalnego, na którym zjawili się biskupi: poznański Jan, płocki Tomasz, kujawski Wisław i lubuski Konrad. Na synodzie oprócz biskupów zjawili się również książęta: pomorski Mściwoj II oraz wielkopolski Przemysł. Prawdopodobnie wówczas Przemysł II zdecydował się za radą zebranych zrezygnować z Małopolski na rzecz Wacława II za odszkodowaniem pieniężnym.
Nie wiadomo, kiedy dokładnie rozpoczęły się rokowania Przemysła z Wacławem II. Musiały jednak zakończyć się one pomiędzy 6 stycznia (wydanie ostatniego dokumentu, w którym Przemysł użył tytułu księcia krakowskiego) a 10 kwietnia 1291 (pierwsze użycie tytułu przez Wacława II). Ponadto wiadomo, że w drugiej połowie kwietnia oddziały czeskie dowodzone przez biskupa bamberskiego Arnolda były już na Wawelu.

### Umocnienie rządów czeskich w Małopolsce. Sprawa wyprawy sieradzkiej Przemysła
Władca czeski w przeciwieństwie do Przemysła II po zajęciu Krakowa i najbliższej okolicy nie zamierzał pozostawić Władysława Łokietka przy władzy w księstwie sandomierskim. Zwłaszcza że książę kujawski, nie czekając na wzmocnienie się Czechów, nagłym atakiem przy pomocy węgierskiej zajął leżącą w ziemi krakowskiej Wiślicę.
Do kontrnatarcia Wacław II przygotował się doskonale, wydając 1 września 1291 w Litomyšlu przywilej dla małopolskich możnych zapewniający ich poparcie, a następnie razem z posiłkami brandenburskimi i górnośląskimi uderzył na sandomierskie dzierżawy Łokietka, zajmując je bez problemu.
W konflikcie tym książę wielkopolski nie brał udziału. Do zmiany jego stosunku przyczyniło się wkroczenie latem 1292 oddziałów czeskich do ziemi sieradzkiej położonej w bezpośrednim sąsiedztwie Wielkopolski, gdzie po krótkim oblężeniu skapitulowali przed Wacławem Władysław Łokietek oraz jego brat Kazimierz łęczycki.
29 września 1292 Przemysł II wydał w Kaliszu dokument, w którym określił, że podąża „cum ad expedicionem processimus in Syradz ad regem Bohemie”. Zdanie to jest tłumaczone różnorako. Obecnie wydaje się przeważać pogląd, że oznaczało ono tyle, że Przemysł ruszył pod Sieradz pilnować tam interesów Władysława Łokietka i jego brata Kazimierza, aby Wacław II w swoich żądaniach nie posunął się za daleko. Ostatecznie Przemysłowi nie udało się jednak uchronić książąt kujawskich przed koniecznością złożenia hołdu lennego, której gwarantem stał się arcybiskup Jakub Świnka.

### Sojusz z Henrykiem III głogowskim. Ustanowienie księcia głogowskiego następcą
Zaangażowanie w sprawy małopolskie nie przeszkodziło księciu wielkopolskiemu aktywnie uczestniczyć także na innych odcinkach. Na początku lat 90. (zapewne niedługo po śmierci Henryka Prawego) Przemysł zawarł ścisły sojusz z księciem głogowskim Henrykiem III. O układzie tym nie zachowały się do dzisiaj żadne szczegóły, a jedyną wiedzę na ten temat czerpie się z dokumentu Władysława Łokietka wydanym w Krzywiniu 10 marca 1296, w którym książę podkreśla, że Henryk miał dobre prawa do Wielkopolski. Jeśli więc odrzuci się prawa pokrewieństwa, na które zresztą Henryk nie mógł się powoływać (Łokietek przez swoje małżeństwo z Jadwigą kaliską miał lepsze), to uzasadniony wydaje się pogląd, że na początku lat 90. (na pewno przed styczniem 1293, kiedy Przemysł związał się z Łokietkiem) doszło do układu, w którym władca wielkopolski przelewał prawo do sukcesji na rzecz księcia głogowskiego.

### Zjazd kaliski i nawiązanie przyjaznych stosunków z Władysławem Łokietkiem
W styczniu 1293 doszło w Kaliszu do politycznych rozmów Przemysła z Władysławem Łokietkiem i jego bratem Kazimierzem. Szczegóły toczonych rozmów nie są znane. Zachowały się tylko dwa dokumenty, w których w pierwszym Przemysł, Łokietek i Kazimierz, a w drugim sam książę wielkopolski tytułują się dziedzicami Krakowa i zobowiązują się po odzyskaniu tej dzielnicy przez któregokolwiek z nich, wypłacać corocznie 300 grzywien srebra arcybiskupstwu gnieźnieńskiemu, z tym, że przez pierwsze dwa lata książęta zobowiązują się wypłacić dodatkowo 100 grzywien srebra. Rozmowy w Kaliszu były z pewnością poufne, a ich inicjatorem był arcybiskup Jakub Świnka. Doszło tam zapewne do zawiązania antyczeskiej koalicji, w której sojusznicy zobowiązywali się wzajemnie do pomocy. Przemysł uznał też Władysława Łokietka swoim następcą w Wielkopolsce na wypadek niedoczekania się męskiego następcy (choć możliwe, że tak samo, jak w przypadku układu z Henrykiem chodziło o układ o przeżycie). Mimo zawartego układu nie są znane jakieś spektakularne działania ze strony koalicjantów. Książę łęczycki Kazimierz zginął zresztą 10 czerwca 1294 w bitwie pod Trojanowem z Litwinami.
W Kaliszu doszło też zapewne do małżeństwa Władysława Łokietka z siostrą stryjeczną Przemysła (córką Bolesława Pobożnego), Jadwigą.

### Ślub z Małgorzatą brandenburską
W tym samym czasie Przemysł postanowił ponownie zawrzeć związek małżeński, gdyż Ryksa szwedzka nie żyła od co najmniej roku. Wybranką księcia wielkopolskiego została margrabianka brandenburska Małgorzata. Urodzona ok. 1275 była ona starszą córką Albrechta III, margrabiego brandenburskiego na Salzwedel, i Matyldy, córki króla Danii Krzysztofa I. Małżeństwo to zostało zawarte ze względów politycznych i miało zabezpieczyć spodziewaną przez Przemysła sukcesję na Pomorzu. Z uwagi na dość bliskie pokrewieństwo między małżonkami (oboje byli prawnukami króla czeskiego Przemysła Ottokara I) potrzebna była dyspensa papieska. Część historyków uważa, że przy okazji ślubu Przemysł zaręczył również swoją pięcioletnią córkę Ryksę z bratem Małgorzaty, Ottonem.

### Śmierć Mściwoja II. Objęcie rządów na Pomorzu Gdańskim
Wiosną 1294 Przemysł gościł w Wielkopolsce Mściwoja II. Z kolei 15 czerwca książę wielkopolski był na Pomorzu, gdzie m.in. zatwierdzał w Słupsku dokumenty księcia pomorskiego. 30 czerwca Przemysł był z powrotem w Wielkopolsce.
Pogarszający się stan zdrowia Mściwoja zmusił Przemysła do kolejnej wizyty na Pomorzu jesienią. Brak jednak pewności, czy książę był przy Mściwoju, kiedy ten umierał 25 grudnia 1294 w Gdańsku. Nie budzi najmniejszych wątpliwości, że Przemysł wziął udział w jego pogrzebie. Ostatni książę pomorski z rodzimej dynastii został pochowany w opactwie cystersów w Oliwie.
Po odziedziczeniu Pomorza Przemysł przyjął nowy tytuł „dux Polonie et Pomoranie”. Na Pomorzu przebywał do początku kwietnia, gdyż 10 kwietnia był w Poznaniu.

## Koronacja królewska i śmierć Przemysła II (1295–1296)

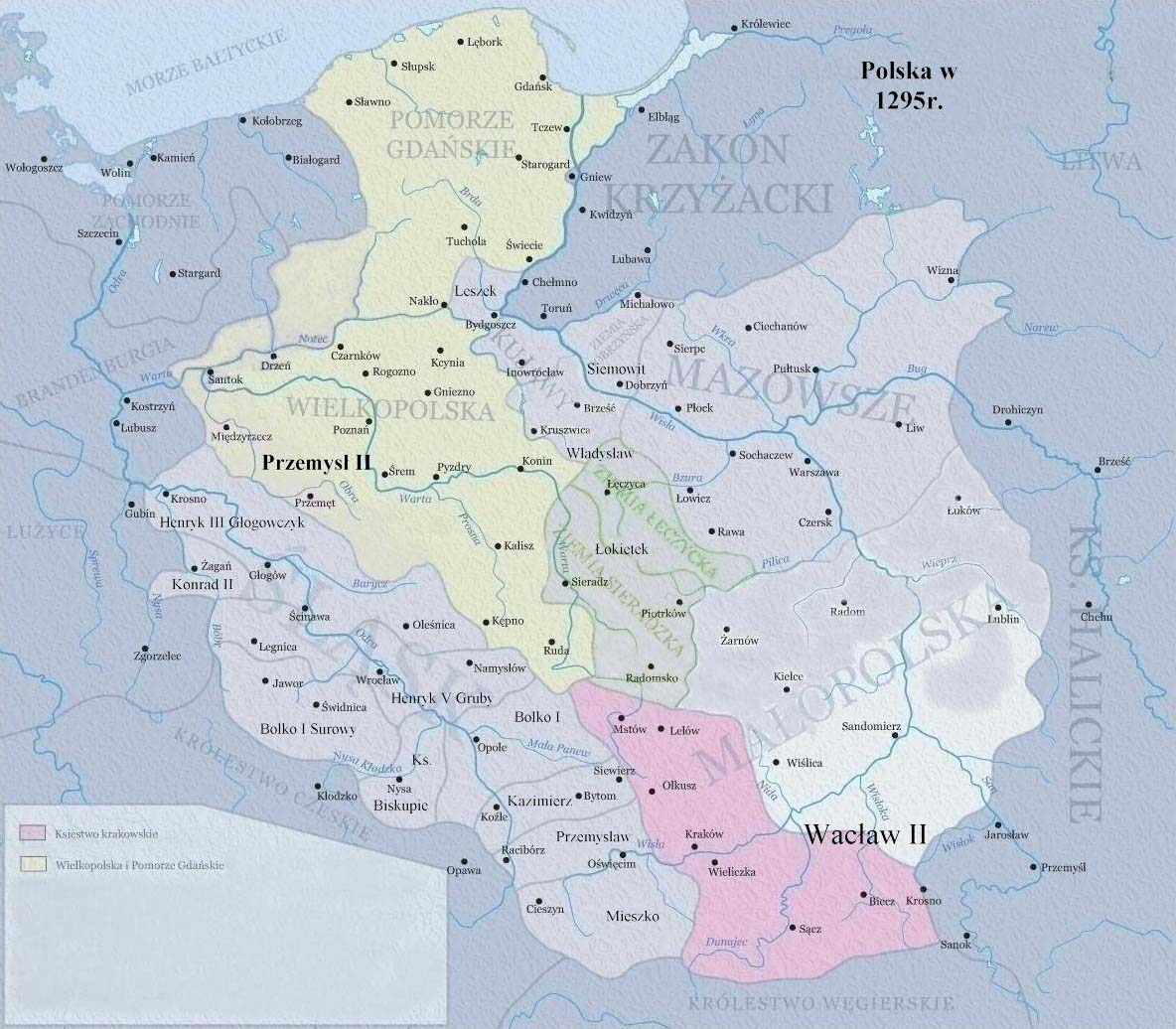
Polska za czasów Przemysła II w 1295

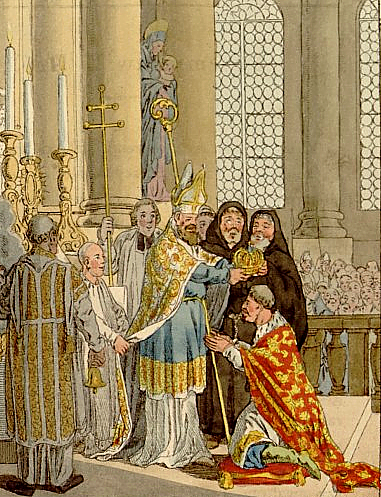
Koronacja Przemysła II na Króla Polski

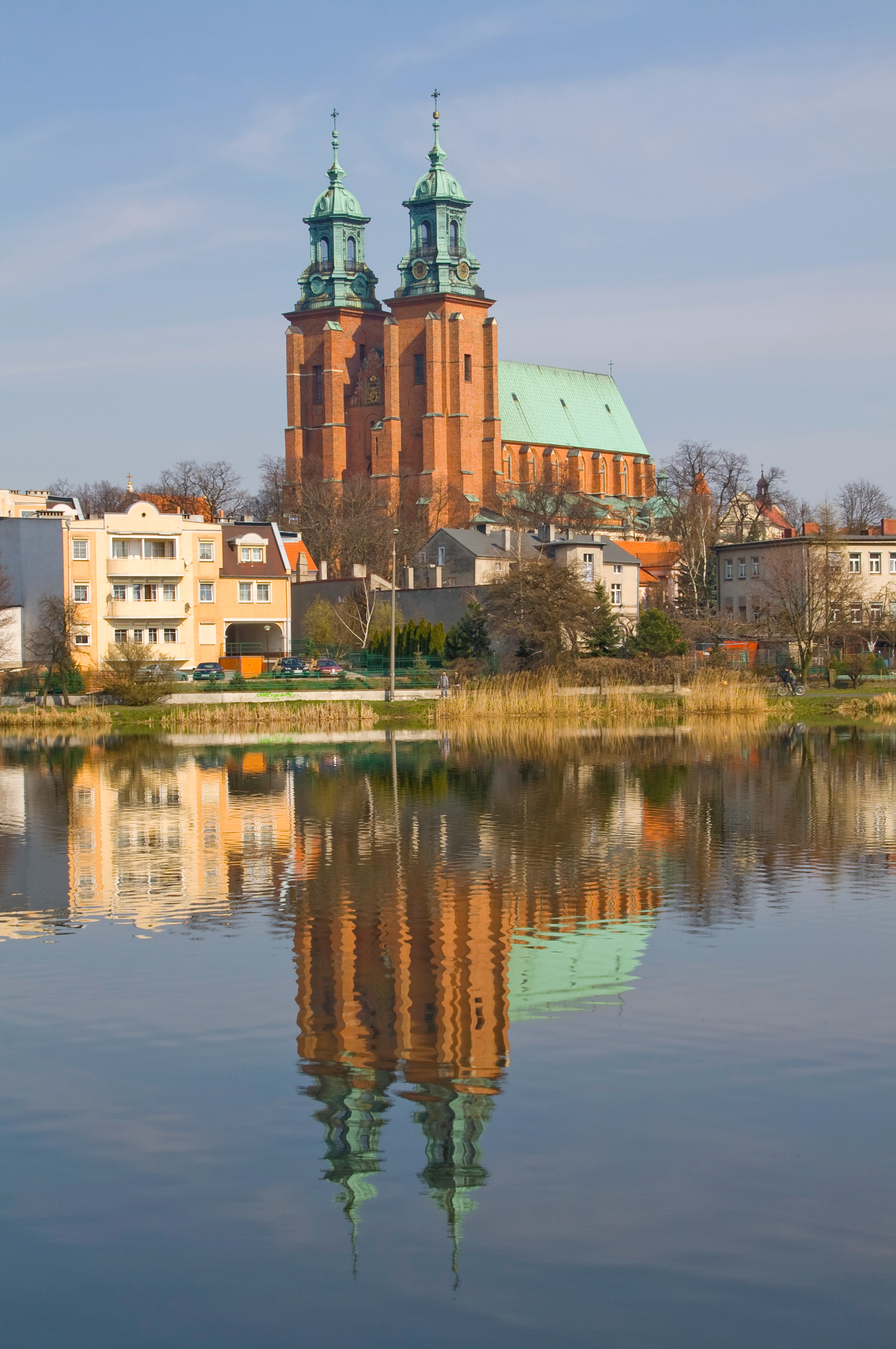
Katedra gnieźnieńska – miejsce koronacji Przemysła II

### Przygotowania do koronacji
Zjednoczenie Wielkopolski z Pomorzem Gdańskim uczyniło Przemysła zdecydowanie najsilniejszym wśród Piastów. Obejmując tron krakowski w 1290, książę wspólnie z arcybiskupem gnieźnieńskim Jakubem Świnką podjął plan (nieskutecznie realizowany być może wcześniej przez Henryka Prawego) koronacji królewskiej, która miała być krokiem wstępnym do zjednoczenia Polski. O tym, że już wtedy Przemysł myślał o koronacji, świadczy dobitnie fakt zabrania z Krakowa insygniów koronacyjnych.
W latach 1291–1294, z uwagi na zajęcie Małopolski przez Wacława II, książę wielkopolski nie odważył się koronować. Dopiero śmierć Mściwoja II i związane z tym wzmocnienie pozycji Przemysła II skłoniły władcę do podjęcia wspólnie z arcybiskupem decyzji o koronacji.

### Przemysł II królem Polski. Sprawa zgody papieskiej i zasięgu terytorialnego
Do koronacji królewskiej Przemysła i jego trzeciej żony Małgorzaty doszło w archikatedrze gnieźnieńskiej 26 czerwca 1295, w niedzielę, w dniu świętych Jana i Pawła. Dokonał jej arcybiskup Jakub Świnka, posługując się insygniami, które według różnych wersji albo zostały sprowadzone z Krakowa, albo już od dawna spoczywały w skarbcu archikatedry. Nie wiadomo, według jakiego ordinis cororandi (porządku ceremonii koronacyjnej) się odbyła. Była to pierwsza koronacja władcy polskiego po 219 latach. Współkoronatorami władcy Wielkopolski i Pomorza Gdańskiego według Rocznika wielkopolskiego i Rocznika kapituły poznańskiej zostali biskupi: lubuski Konrad, poznański Jan Gerbicz, włocławski Wisław i płocki Gedko. Z polskiego episkopatu na uroczystość nie przybyli wyłącznie biskupi: wrocławski Jan Romka i krakowski Jan Muskata, którzy, mimo że nie było to konieczne, przysłali swoją zgodę na koronację. Historycy na ogół zgadzają się z powyższą listą biskupów uczestniczących w koronacji. Pewną wątpliwość budzi co najwyżej osoba biskupa lubuskiego Konrada, który jeszcze 18 czerwca miał przebywać w Pradze. Jak jednak zauważył Kazimierz Tymieniecki, Konrad mimo wszystko mógł zdążyć do Gniezna na koronację. Nie zachowały się natomiast informacje o świeckich uczestnikach koronacji. Na pewno w Gnieźnie zjawili się wówczas liczni dostojnicy wielkopolscy i pomorscy. Nie ma za to dowodów, by w Wielkopolsce przebywali jacyś książęta piastowscy.
Nie jest ostatecznie rozstrzygnięta sprawa, czy arcybiskup Jakub Świnka i Przemysł II uzyskali zgodę papieża Bonifacego VIII na koronację. Źródła w tej mierze na ogół tylko informują o fakcie koronacji bez podania czy Przemysł II uzyskał zgodę papieską. Tylko Kronika oliwska i Kronika zbrasławska twierdzą, że koronacja nastąpiła za zgodą Stolicy Apostolskiej. Na opinii historyków o tym wydarzeniu zaważył w znacznej mierze fakt, że o zgodę papieską później starał się Władysław Łokietek. Należy jednak zwrócić uwagę, że koronacja w 1320 doszła do skutku w zupełnie innych okolicznościach, gdyż Piastowicz miał konkurenta do tronu w osobie potężnego Jana Luksemburskiego, a papiestwo było wówczas silnie uzależnione od dworu francuskiego. W 1295 papiestwo było niezależne i episkopat Polski mógł z większym spokojem oczekiwać spodziewanych protestów ze strony Wacława II. Zgoda Bonifacego VIII nie była konieczna, gdyż z uwagi na wcześniejsze koronacje Polska była królestwem.
Bez względu na to, czy Przemysł uzyskał zgodę papieża czy nie, legalność koronacji nie była przez współczesnych negowana. Nawet czeska Kronika zbrasławska nie odmawia wielkopolskiemu Piastowi tytułu królewskiego, tyle, że nazywa Przemysła królem Kalisza. Ostatecznie Wacław II ograniczył się wyłącznie do protestów dyplomatycznych skierowanych do Przemysła (którego usiłował nakłonić do rezygnacji z korony) i kurii papieskiej.
Koronacja sprowokowała spór historyków co do zasięgu jego królestwa. Jako pierwszy tym problemem zajął się Stanisław Kutrzeba, który wyszedł z założenia, że Przemysł w rzeczywistości koronował się na króla Wielkopolski. Jego praca wywołała ożywioną dyskusję, która do dziś nie dała jednoznacznej odpowiedzi o charakterze monarchii Przemysła. Można jednak spodziewać się, że Przemysł, koronując się w Gnieźnie na króla, chciał wskrzesić uniwersalne królestwo polskie, co podkreśla zresztą napis na pieczęci stosowanej przez władcę po koronacji: „Reddidit ipse pronis victricia signa Polonis” („Sam wszechpotężny zwrócił Polakom ich zwycięskie znaki”), choć w rzeczywistości władza Przemysła ograniczyła się wyłącznie do Wielkopolski i Pomorza Gdańskiego.

### Królewskie rządy i śmierć w Rogoźnie

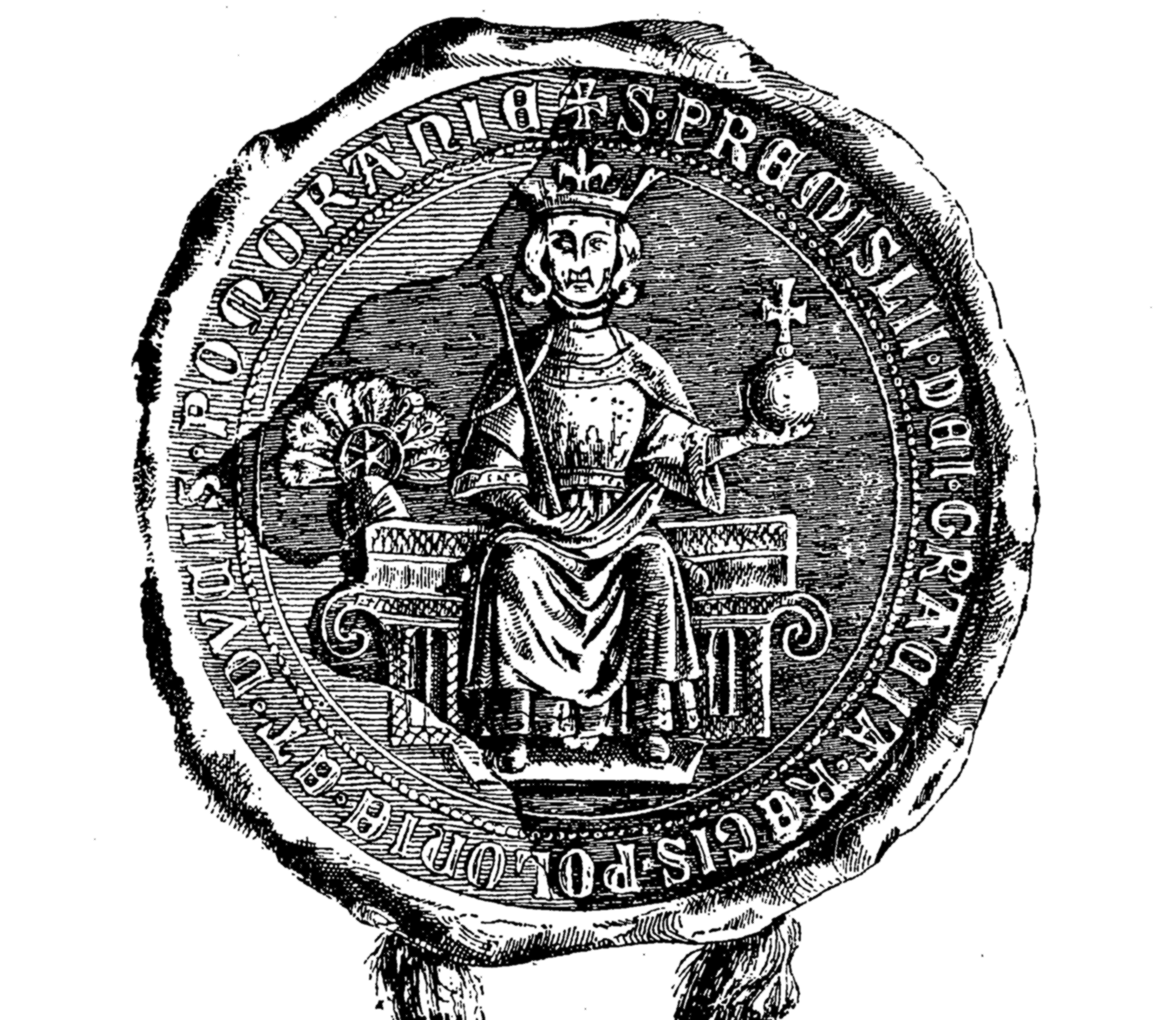
Pieczęć królewska Przemysła II z 1296

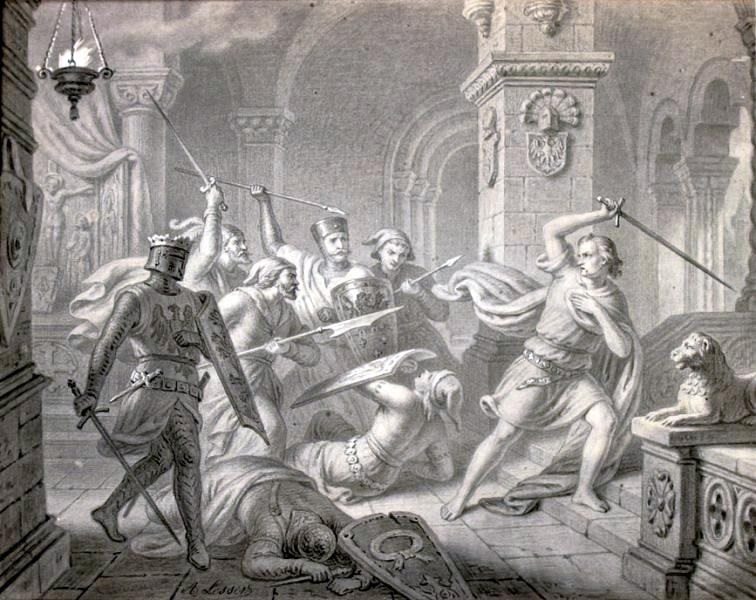
Przemysław napadnięty w Rogoźnie przez margrabiów brandenburskich – obraz Aleksandra Lessera z 1862 roku

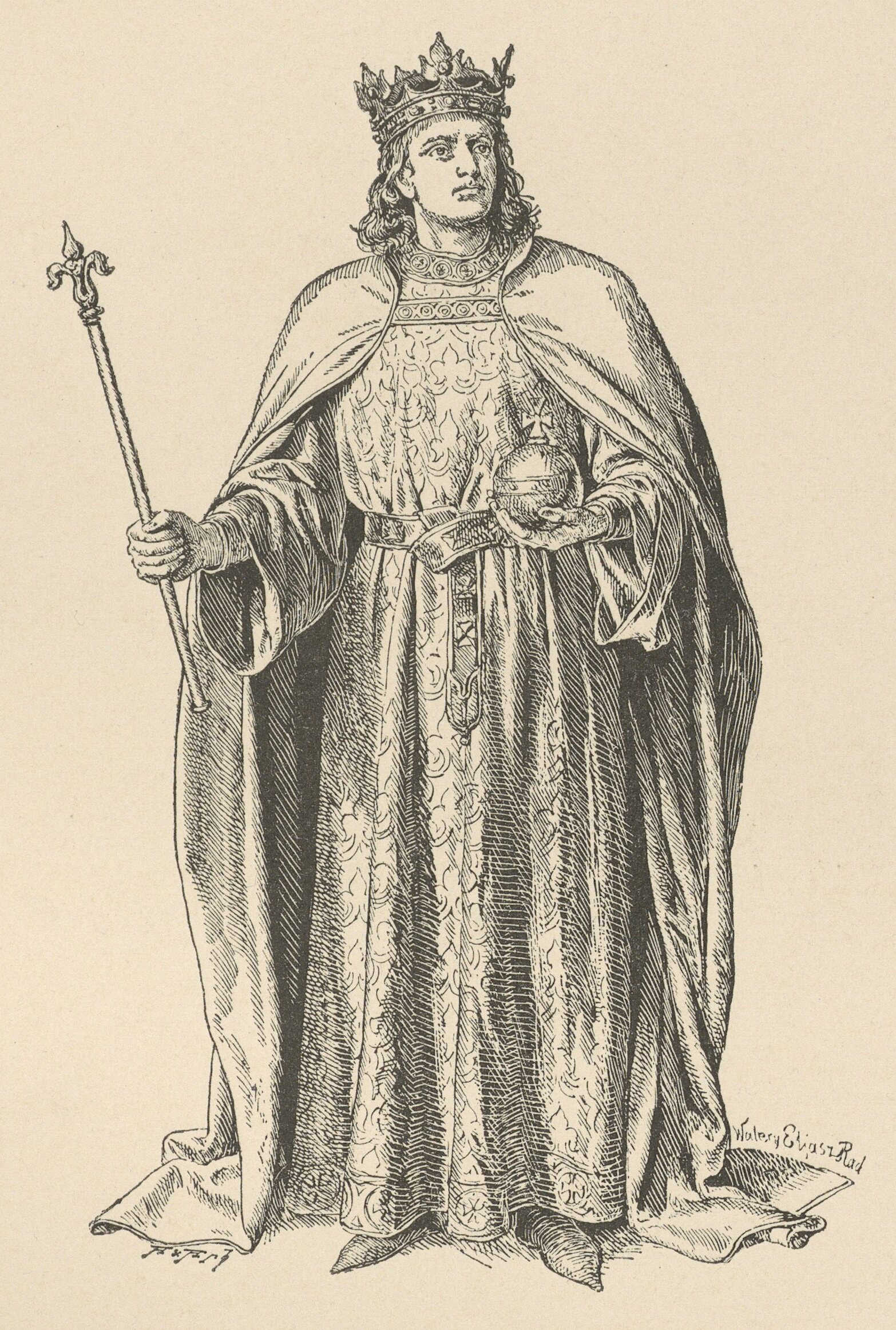
Przemysł II z pocztu władców Polski autorstwa Walerego Eljasza-Radzikowskiego (1893)

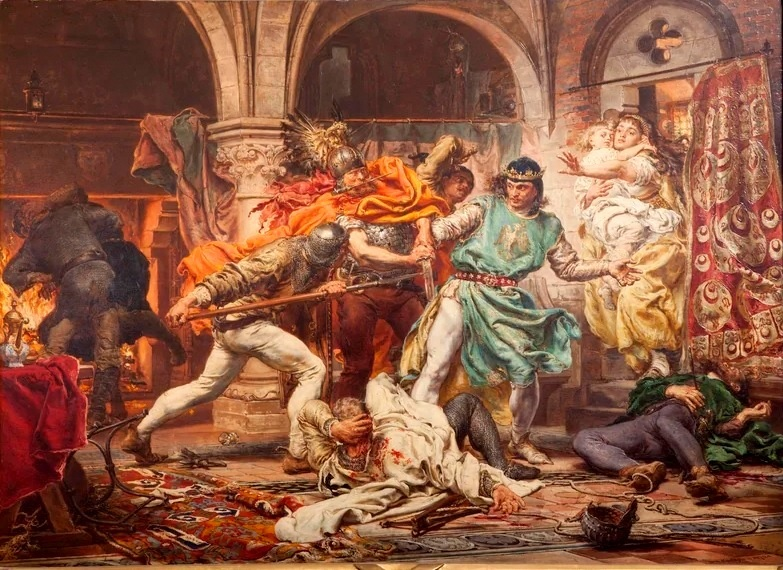
Jan Matejko, Śmierć Przemysława w Rogoźnie, 1875

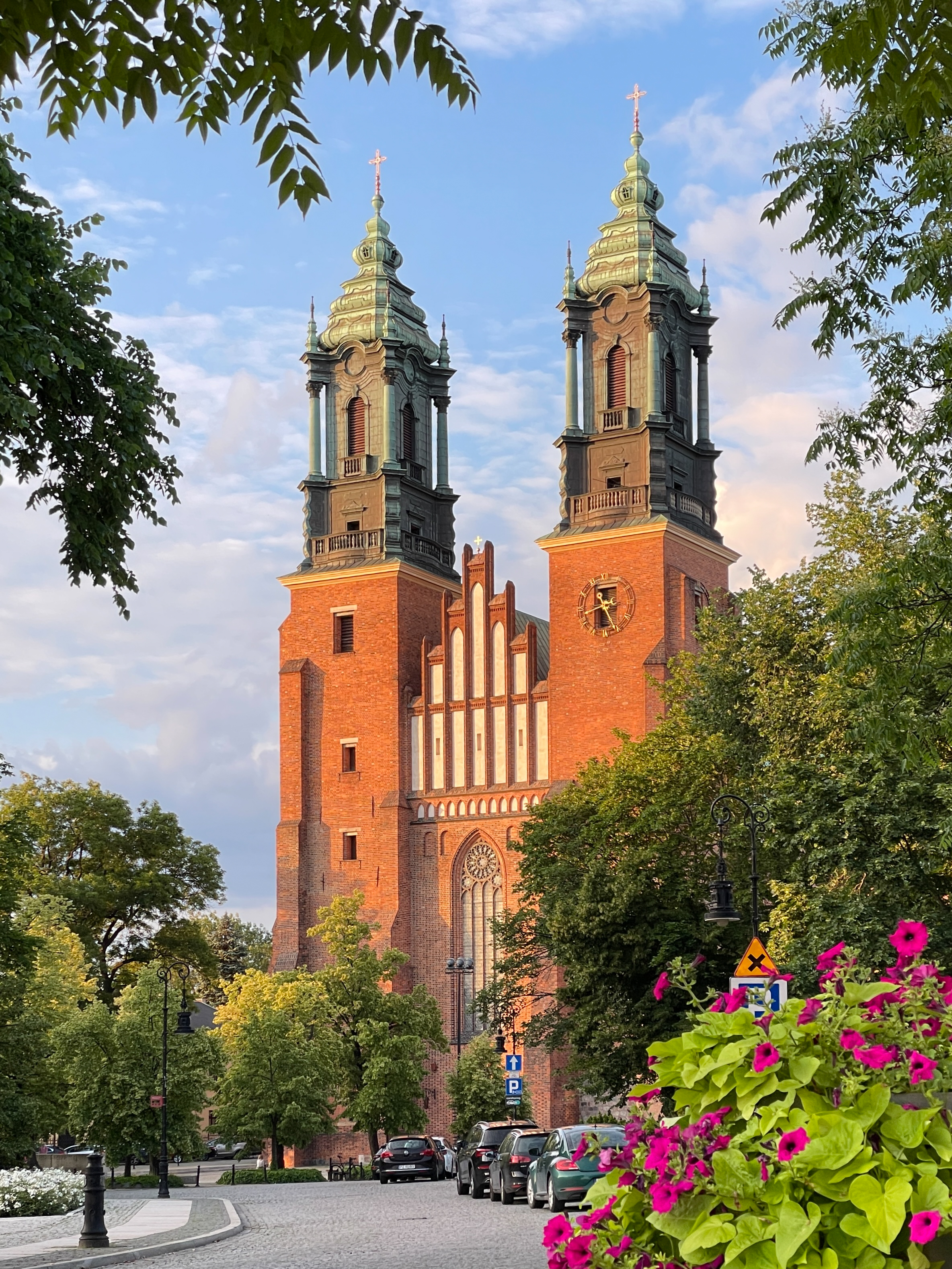
Katedra w Poznaniu, miejsce pochówku Przemysła II

Po koronacji Przemysł udał się na Pomorze Gdańskie. 30 lipca był w Słupsku, gdzie potwierdził przywileje klasztorom cystersów w Oliwie i Żarnowcu. Następnie odwiedził inne ważniejsze ośrodki w tej dzielnicy: Gdańsk, Tczew i Świecie. W sierpniu 1295 Przemysł powrócił do Wielkopolski, lecz w październiku ponownie był w Gdańsku. Świadczy to, jak ważną dzielnicą było dla Przemysła II Pomorze Gdańskie.
Zasób źródeł mówiących o śmierci Przemysła, biorąc pod uwagę, że wydarzenia te miały miejsce w XIII wieku, jest niemały, choć kronikarz wielkopolski nie zdołał doprowadzić swojego dzieła do czasów sobie współczesnych, a więc do roku 1295/1296 i nie opowiedział o wydarzeniach z Rogoźna.
Źródła te można podzielić ze względów merytorycznych na oskarżające o zamordowanie króla Polski Brandenburczyków, rody polskie (Zarembów, Nałęczów, czy też oba rody jednocześnie), oraz źródła próbujące pogodzić obie teorie.
Do źródeł pierwszej kategorii można zaliczyć niemal współczesny Rocznik kapituły poznańskiej. Z zapiski tej wynika, że margrabiowie brandenburscy Otto V Długi, inny Otto, oraz Jan, syn Konrada, będący siostrzeńcem Przemysła, wysłali oddział zbrojnych, który o świcie 8 lutego wtargnął do nieobronnego Rogoźna, gdzie wielkopolski Piast spędzał zapusty, by go porwać. Ponieważ jednak bronił się przed ujęciem, odniósł rany, zaś napastnicy, nie mogąc go z powodu zranienia dowieźć do Brandenburgii, dobili go. Motywem zbrodni miała być nienawiść Niemców do polskiego króla z powodu koronacji.

Za zabójstwem Przemysła II przez Brandenburczyków opowiada się też Kronika oliwska, w której zapisano, że po koronacji Przemysł: 

żył on jeden rok, pojmany przez przybocznych Waldemara, margrabiego brandenburskiego, zamordowany został w zemście za własną żonę, świętobliwą Lukertę, którą, mając w szpetnym podejrzeniu, sam przedtem kazał zabić.

Z dużym prawdopodobieństwem można przypuścić, że pierwszą część swojej informacji autor Kroniki oliwskiej Stanisław wziął z Liber mortuorum monasterii Oliviensis, zaś wiadomość o motywach zabójstwa dotyczącą sprawy Ludgardy powstała na skutek dopisku opata klasztoru oliwskiego. W powyższym zapisie rzuca się w oczy wskazanie jako głównego winnego zbrodni margrabiego Waldemara, który jednak w tragicznych wydarzeniach brać udziału nie mógł, gdyż w 1296 miał niespełna 15 lat. Imię Waldemara znalazło się tam z pewnością na skutek złej sławy margrabiego po 1308, czyli po nieudanej próbie zagarnięcia Pomorza.
Najwcześniejszym źródłem mówiącym o śmierci Przemysła z rąk Brandenburczyków jest jednak Rocznik kołbacki z klasztoru cystersów w Kołbaczu na Pomorzu Zachodnim. Krótka informacja jest niezwykle cenna głównie z tego powodu, że jako jedyna imiennie wskazuje na bezpośredniego wykonawcę zbrodni, niejakiego Jakuba Kaszubę. Problem w tym, że nic pewnego o nim nie jest wiadome, a poza tym imię Piotr, pod jakim rocznik zna Przemysła II, budzi spore zdziwienie. Najpewniej jest to błąd autora rocznika.
Brandenburczyków oskarżają źródła późne wprawdzie, gdyż pochodzące z połowy XIV wieku, lecz o tyle wiarygodne, że wywodzące się z Niemiec (a więc niepodejrzewane o stronniczość). Kronika Henryka z Hertfordu przekazuje, że Przemysł II zginął podczas wojny brandenbursko–wielkopolskiej. Drugim niemieckim dziejopisarzem, który niedwuznacznie oskarżył Askańczyków był Detmar z Lubeki, który przy okazji obarczył również winą za śmierć Przemysła II trzecią żonę władcy Małgorzatę, która wywodziła się z Brandenburgii. Nie wiadomo jednak, czy kronikarz znalazł tę informację w źródłach wcześniejszych, czy też wydedukował ją na podstawie prostej zależności: skoro Małgorzata wywodziła się z rodu oskarżanego o zabójstwo, to musiała w tym morderstwie uczestniczyć.
Istnieje cały szereg źródeł, zarówno polskich, jak i obcych, doszukujących się sprawców zbrodni wśród polskich wielmożów. Z przekazów polskich o zabójstwie Przemysła II przez Polaków informują: Rocznik małopolski kodeks szamotulski, Rocznik Sędziwoja i Kronika książąt polskich. Pierwszeństwo należy jednak dać najbliższemu chronologicznie Rocznikowi Traski. Niezwykle ważne jest również zeznanie biskupa poznańskiego Jana Łodzi podczas procesu polsko-krzyżackiego z 1339 – jest to bowiem świadectwo osoby uczestniczącej w życiu politycznym Wielkopolski tych czasów.
Ze źródeł obcych Polaków jako winnych śmierci króla polskiego wskazują: annalista toruński z początku XV wieku, XIV-wieczna Kronika zbrasławska oraz napisany w pierwszej połowie XIV wieku Kodeks Hipacki. Z powyższych przekazów wynika, że w źródłach małopolskiej proweniencji, oraz tych pochodzących z Czech i Rusi (w tym wypadku informacje raczej dotarły za pośrednictwem Małopolan) głównych winnych śmierci króla widziano w wielkopolskich rodach możnowładczych. Nazwy tych rodów zostały wskazane przez Rocznik małopolski (Zarembowie) i Latopis hipacki (Nałęczowie i Zarembowie).
Trzecią kategorią źródeł są te, które w równym stopniu obarczają za zabójstwo zarówno Brandenburczyków, jak i polskie rody możnowładcze. Na czoło wysuwa się Rocznik świętokrzyski nowy. Niemal identyczne informacje przekazuje Katalog biskupów krakowskich, pochodzący jednak z XV stulecia. Znajduje się w nim interesujący dodatek mówiący o winie Wacława II i nienazwanych z imienia książąt polskich. Nie wiadomo, czy autor katalogu wydedukował winę Wacława II zgodnie z zasadą: kto miał największą korzyść, ten był sprawcą zbrodni, czy też posiadał ku temu jakieś przesłanki. Na winę Zarembów, Nałęczów, jak i „Saksończyków” wskazują Jan Długosz, Marcin Bielski i Marcin Kromer.
Data 8 lutego 1296 jako data zbrodni jest powszechnie uznawana. Widnieje bowiem w: Roczniku Traski, Roczniku małopolskim, Roczniku świętokrzyskim nowym, Kalendarzu włocławskim i Liber mortuorum monasterii Oliviensis. Błędne więc są daty: 6 lutego podane przez Rocznik kapituły poznańskiej i w jednym miejscu przez Długosza oraz 4 lutego podana przez Nekrolog lubiński.
Co do miejsca śmierci historycy uznają wiarygodność np. Rocznika małopolskiego („prope oppidum Rogoszno”) czy Rocznika Sędziwoja („ante Rogoszno”) mówiących, że Przemysł zginął niedaleko Rogoźna.
Zwłoki 39-letniego Przemysła zostały pochowane, jak wskazuje Rocznik kapituły poznańskiej, w katedrze poznańskiej. Ceremonii pogrzebowej przewodniczył biskup Jan. Licznie wzięli w niej udział możni, duchowieństwo, rycerstwo i zwykła ludność.

### Rekonstrukcja wydarzeń z Rogoźna

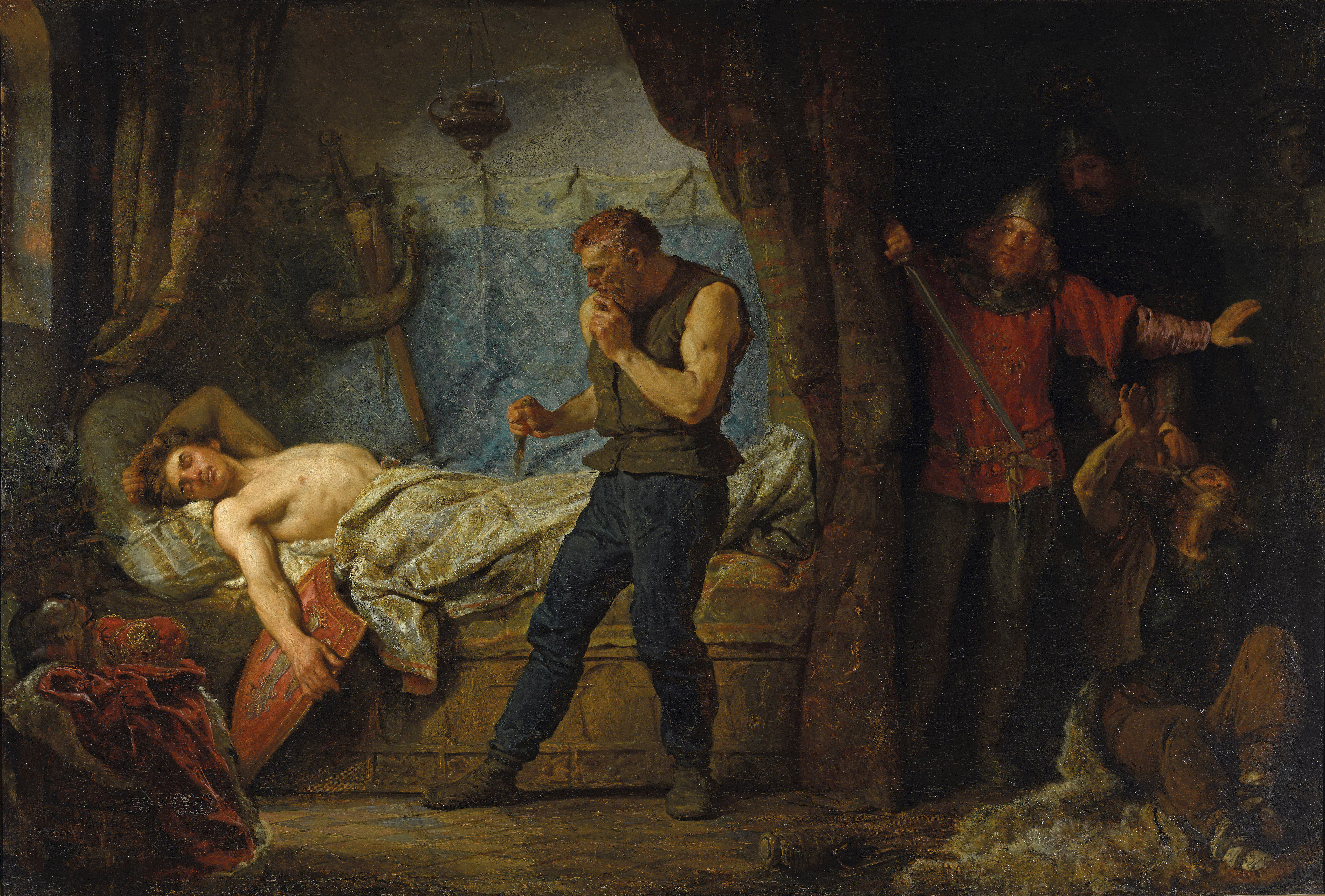
Wojciech Gerson – Zabójstwo Przemysława II (1881)

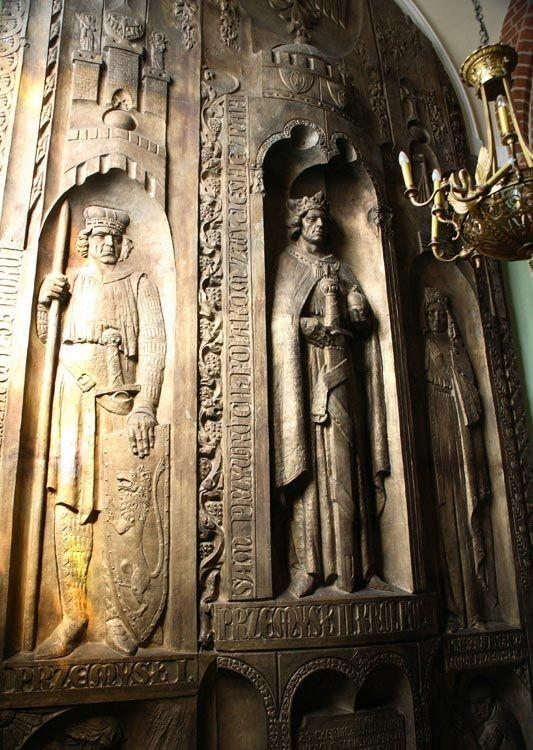
Epitafium Przemysła II w kaplicy królewskiej katedry poznańskiej

Nienaturalny zgon Przemysła II w wyniku nieudanej próby porwania był przedmiotem zainteresowania kilku historyków.
Okolicznościami zgonu ostatniego wielkopolskiego Piasta dokładniej zajmowali się: Karol Górski , Kazimierz Jasiński, Zygmunt Boras, Bronisław Nowacki  , Edward Rymar  . Ważne dla dziejów śmierci Przemysła II są też prace Władysława Karasiewicza oraz Jana Pakulskiego, ze względu na rolę Nałęczów i Zarembów.
Święta Bożego Narodzenia 1295 król spędził w Gnieźnie, tam też spotkał się z Władysławem Łokietkiem. O czym wówczas rozmawiano, nie wiadomo. Można tylko przypuszczać, że zastanawiano się ogólnie nad możliwościami odzyskania Małopolski lub usunięcia raz na zawsze zagrożenia brandenburskiego. Rozmowami tymi mogli w każdym razie poczuć się zagrożeni Brandenburczycy z linii joannickiej, którzy i tak z niepokojem obserwowali objęcie Pomorza Gdańskiego przez Przemysła (po Mściwoju II) i koronację królewską. Cel, jaki przyświecał Przemysłowi II, był oczywisty dla wszystkich – zjednoczenie Polski – i wiadomo było, że wcześniej czy później król upomni się o ziemie zagrabione przez margrabiów w Wielkopolsce.
Po 25 stycznia 1296 król opuścił swoją stolicę, a na pewno 3 lutego znalazł się w Pyzdrach. Ostatnie dni karnawału (od czwartego do siódmego lutego), czyli zapusty, Przemysł postanowił spędzić w nieobwarowanym Rogoźnie nad Wełną.
Wyjeżdżając z Pyzdr, król z pewnością nie przypuszczał, że w brandenburskim Falkenbergu (obecnie Brzezina w pow. stargardzkim) przebywają dwaj bracia, Otto IV ze Strzałą i Konrad, a także synowie tego ostatniego, Otto VII, Jan IV i zapewne także najmłodszy Waldemar. Zostali oni dokładnie poinformowani przez zdrajców z otoczenia Przemysła II o planach władcy Wielkopolski na najbliższe dni.
Tymczasem król bawił się w najlepsze przy zwyczajowych turniejach i ucztach. Czujność straży mającej czuwać nad bezpieczeństwem władcy była coraz słabsza, tym bardziej że zapewne 8 lutego miano wracać do innych zajęć. Tego dnia bowiem rozpoczynał się liturgiczny czterdziestodniowy okres Wielkiego Postu i przed wyruszeniem w dalszą drogę chciano odpocząć.
O tym, że planem margrabiów było porwanie wielkopolskiego Piasta, świadczy cały szereg źródeł z Rocznikiem małopolskim na czele. W ten sposób zapewne chcieli oni uzyskać rezygnację Przemysła z Pomorza Gdańskiego i planów zjednoczenia Polski. Oddział składał się prawdopodobnie z kilkudziesięciu ludzi, gdyż dokonanie porwania na wrogim terytorium wymagało odpowiedniego zabezpieczenia. Bezpośrednie dowództwo nad tym oddziałem powierzono wymienionemu przez Rocznik kołbacki Jakubowi, który został zidentyfikowany przez Edwarda Rymara jako Jakub Guntersberg.
Nie był wymagany osobisty udział margrabiów, co można wyczytać z Rocznika kapituły poznańskiej i kronik Jana Długosza. Co więcej, taki udział przedstawicieli linii joannickiej byłby co najmniej dziwny, gdyż nie ryzykowaliby oni życia, nie mając pewności sukcesu. W każdym razie kilkudziesięcioosobowy oddział wyruszył wieczorem 7 lutego, najpewniej po zachodzie słońca, by najkrótszą drogą przez skutą lodem Noteć dotrzeć do miejsca, w którym przebywał Przemysł. Jak to ustalił Karol Górski, słońce 7 lutego (czy też właściwie 30 stycznia, jeżeli uwzględnić późniejszą reformę kalendarza) zachodziło o 16:48, wschód słońca miał nastąpić o 7:38, co dawało czternaście godzin, które wystarczały na dotarcie porywaczy do celu wyprawy.
Atak nastąpił wczesnym rankiem, w Środę Popielcową 8 lutego, kiedy straż przyboczna króla pogrążona była w głębokim śnie. Pomimo tego zdołano zorganizować obronę pod osobistym przewodnictwem Przemysła. Napastników było zbyt wielu, by ich pokonać. Podstawowym celem ludzi Jakuba Guntersberga było ujęcie żywcem polskiego monarchy – udało im się to dopiero wtedy, gdy król, pokryty licznymi ranami, osunął się na ziemię. Brandenburczycy posadzili ciężko rannego na konia, z zamiarem ucieczki w kierunku granicy ze Śląskiem (była to najpewniej próba zmylenia pogoni). Wkrótce porywacze zdali sobie sprawę, że nie są w stanie dowieźć żywego króla do celu, a jeniec tylko opóźnia ich ucieczkę. Padł wtedy rozkaz zamordowania porwanego, wydany przez dowódcę oddziału, Jakuba, być może wykonany przez niego osobiście. Późna, ale dość prawdopodobna, tradycja podaje, że stało się to najpewniej 6,5 km na południowy wschód od Rogoźna we wsi Sierniki. Ciało królewskie porzucono na drodze, gdzie znaleźli je rycerze biorący udział w pościgu. Miejsce znalezienia ciała, czyli zarazem miejsce dobicia (porąbania) rannego króla w tradycji określane jest nazwą Porąblic. Zabójcy nigdy nie zostali złapani.
Istnieje wiele dowodów na udział Brandenburczyków w morderstwie. Zgodnie z opinią Kazimierza Jasińskiego przeprowadzenie tak sprawnej akcji nie było możliwe bez uczestnictwa w niej osób z otoczenia Przemysła II. Nie można jednoznacznie stwierdzić, czy zdrady dopuściły się, obwiniane przez część źródeł, rody Nałęczów i Zarembów. Bardziej podejrzani są Zarembowie, o których winie pisze Rocznik małopolski. Dodatkowo obciąża ich udział w buncie w 1284 roku, który z pewnością spowodował pogorszenie ich stosunków z Przemysłem II. Tego samego nie da się powiedzieć o Nałęczach i gdyby nie informacje Rocznika świętokrzyskiego nowego i Długosza, z pewnością dzisiejsi historycy pisaliby o przyjaznych stosunkach łączących Przemysła II nie tylko z Grzymałami i Łodziami, ale także z Nałęczami.

## Sytuacja w Wielkopolsce i na Pomorzu Gdańskim po śmierci Przemysła II
Śmierć ostatniego wielkopolskiego Piasta, mimo iż z całą pewnością zaskoczyła jego sąsiadów (także Brandenburgię, której celem było porwanie króla, a nie zabójstwo), spowodowała błyskawiczne uaktywnienie się wszystkich sił pragnących przejąć władzę w obu dzielnicach. Jeszcze zapewne w lutym a najpóźniej w marcu do Wielkopolski wtargnęły siły Władysława Łokietka wspieranego przez księcia płockiego Bolesława II oraz wojska Henryka III głogowskiego, którego wspomógł książę opolski Bolko I.
Walki, jeżeli jakieś w ogóle miały miejsce, nie trwały długo, gdyż 10 marca 1296 w Krzywiniu doszło do zawarcia układu rozejmowego. Na mocy zawartego porozumienia Łokietek uznał prawa Głogowczyka do Wielkopolski uzyskane na mocy jego wcześniejszego układu z Przemysłem II. Książę kujawski przekazał mu także część Wielkopolski po rzekę Obrę oraz adoptował jego syna Henryka, gwarantując jednocześnie, że gdy ten osiągnie pełnoletniość, przekaże mu księstwo poznańskie.
Nie jest znany powód, dla którego Władysław Łokietek uznał lepsze prawa Henryka III głogowskiego do Wielkopolski. Ogół historyków przyjmuje za prawdopodobną przyczynę zagrożenie brandenburskie i zagarnięcie przez nich terenów na północ od Noteci oraz grodów w Wieleniu, Czarnkowie, Ujściu, Santoku i Drezdenku.
Drugim powodem zawarcia przez Władysława Łokietka pośpiesznego układu z Henrykiem głogowskim było pojawienie się na Pomorzu Gdańskim jego bratanka Leszka Ziemomysłowica, który wysunął pretensje do tej części dziedzictwa Przemysła II. Ostatecznie dzięki szybkiej interwencji Władysława Łokietka na Pomorzu Leszek wycofał się do rodzinnego Inowrocławia, zatrzymując za zgodą stryja wyłącznie kasztelanię wyszogrodzką.
Śmierć Przemysła II doprowadziła do rozbioru jego dziedzictwa i tylko dzięki błyskawicznej akcji Władysława Łokietka straty na rzecz Brandenburgii, Głogowa i Kujaw były stosunkowo niewielkie.

## Genealogia
| Władysław Odonic ur. ok. 1190 zm. 5 VI 1239 | Władysław Odonic ur. ok. 1190 zm. 5 VI 1239 |                                                  |                                                  | Jadwiga ur. ? zm. 29 XII 1249 | Jadwiga ur. ? zm. 29 XII 1249 |  |  | Henryk II Pobożny ur. 1196/1204 zm. 9 IV 1241 | Henryk II Pobożny ur. 1196/1204 zm. 9 IV 1241 |                                                 |                                                 | Anna Przemyślidka ur. zap. 1201/1204 zm. 26 VI 1265 | Anna Przemyślidka ur. zap. 1201/1204 zm. 26 VI 1265 |
|                                             |                                             |                                                  |                                                  |                               |                               |  |  |                                               |                                               |                                                 |                                                 |                                                     |                                                     |
|                                             |                                             |                                                  |                                                  |                               |                               |  |  |                                               |                                               |                                                 |                                                 |                                                     |                                                     |
|                                             |                                             | Przemysł I ur. 5 VI 1220/4 VI 1221 zm. 4 VI 1257 | Przemysł I ur. 5 VI 1220/4 VI 1221 zm. 4 VI 1257 |                               |                               |  |  |                                               |                                               | Elżbieta wrocławska ur. 1224/1232 zm. 16 I 1265 | Elżbieta wrocławska ur. 1224/1232 zm. 16 I 1265 |                                                     |                                                     |
|                                             |                                             |                                                  |                                                  |                               |                               |  |  |                                               |                                               |                                                 |                                                 |                                                     |                                                     |
|                                             |                                             |                                                  |                                                  |                               |                               |  |  |                                               |                                               |                                                 |                                                 |                                                     |                                                     |
|                                             |                                             |                                                  |                                                  |                               |                               |  |  |                                               |                                               |                                                 |                                                 |                                                     |                                                     |

| 1 Ludgarda meklemburska ur. 1260/1261 zm. 11/13 XII 1283 OO połowa 1273 | 1 Ludgarda meklemburska ur. 1260/1261 zm. 11/13 XII 1283 OO połowa 1273 | 2 Ryksa szwedzka ur. 1265/1270 zm. 1289/1293 OO 11 X 1285 | 2 Ryksa szwedzka ur. 1265/1270 zm. 1289/1293 OO 11 X 1285 | Przemysł II ur. 14 X 1257 zm. 8 II 1296 | Przemysł II ur. 14 X 1257 zm. 8 II 1296 | 3 Małgorzata brandenburska ur. 1270/1280 zm. 1315 OO 1289/13 IV 1293 | 3 Małgorzata brandenburska ur. 1270/1280 zm. 1315 OO 1289/13 IV 1293 |  |  |
|                                                                         |                                                                         |                                                           |                                                           |                                         |                                         |                                                                      |                                                                      |  |  |
|                                                                         |                                                                         |                                                           |                                                           |                                         |                                         |                                                                      |                                                                      |  |  |
|                                                                         | 2                                                                       |                                                           |                                                           |                                         |                                         |                                                                      |                                                                      |  |  |
| Ryksa Elżbieta ur. 1 IX 1288 zm. 19 X 1335                              |                                                                         |                                                           |                                                           |                                         |                                         |                                                                      |                                                                      |  |  |

Opracowano na podstawie: Jasiński 1995 ↓ ; K. Jasiński: Rodowód Piastów śląskich. Kraków 2007.

## Pieczęcie i monety

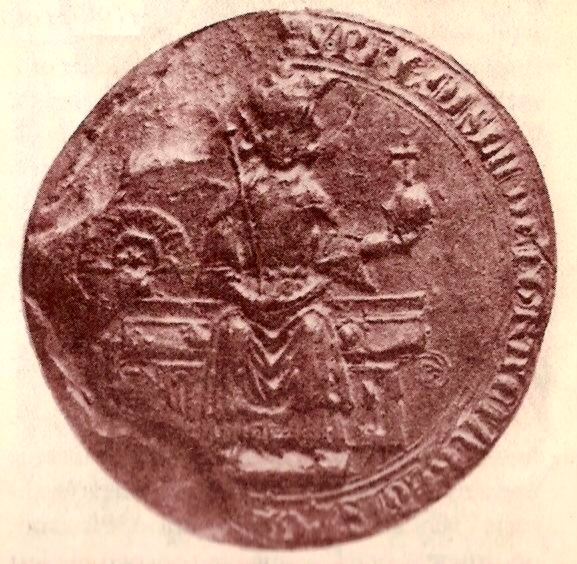
Pieczęć majestatyczna Przemysła II używana po koronacji królewskiej

W czasie swojego panowania Przemysł używał pięciu pieczęci.
Pierwszą była pieczęć odziedziczona po ojcu, a wyrażająca stojącą postać z proporcem w prawej ręce i tarczą w lewej. Na tarczy widnieje wspinający się lew. Po obu stronach stojącej postaci widnieją wieże, z których trębacze dmą w rogi. Nad postacią księcia widnieje ręka błogosławiącego Boga. Wokół napis: „Sig. Premislonis Dei Gra(cia) Ducis Polonie”. Pieczęci tej Przemysł używał dowodnie w latach 1267–1284.
Druga jest pieczęcią herbową i przedstawia wspinającego się lwa. Wokół widnieje napis: „S. Premizlonis Dei Gra(cia) Ducis Polonie”. Władca stosował ją w latach 1267–1289.
Trzecia pieczęć, przedstawiająca te same elementy co pierwsza (rysunek jest jednak większy, a na tarczy zamiast lwa widnieje orzeł bez korony), nosi napis: „Sig Premislonis Secundi Dei Gra(cia) Ducis Polonie”. Znana jest ona wyłącznie z jednego dokumentu wydanego 12 września 1290.
Czwarta, używana w latach 1290–1295, jest większa od poprzednich i przedstawia stojącego księcia ze spiczastym kołpakiem na głowie. W lewej ręce trzyma on tarczę z ukoronowanym orłem, w prawej proporzec z nieukoronowanym orłem, z którego biegnie wstęga z napisem „Et Cra”. U dołu pieczęci widnieje podeptany przez władcę smok. W otoku widnieje ten sam napis, co na pieczęci trzeciej.
Ostatnia, piąta pieczęć była używana przez Przemysła po koronacji, w latach 1295–1296. Nowa pieczęć jest majestatyczna i przedstawia na awersie siedzącego na tronie króla w długiej szacie i z długimi włosami, w koronie na głowie, trzymającego w lewej ręce jabłko z krzyżem, a w prawej berło. Po prawej ręce króla, obok tronu widnieje hełm z piórami. W otoku widnieje napis: „S. Premislii Dei Gracia. Regis. Polonie (et Ducis) Pomoranie”. Inaczej napis ten odczytał K. Górski: „S(igillum) Premislii Dei Gracia Regis Polonorum et Ducis Pomora(nie)”. Z kolei na rewersie widnieje zwrócony w prawą stronę ukoronowany orzeł. Napis w otoku pieczęci budzi pewne wątpliwości z uwagi na uszkodzenie zachowanego egzemplarza pieczęci. Według rekonstrukcji Stanisława Krzyżanowskiego brzmi: „Reddidit Ips(e Deus) Victricia Signa. Polonis”.
Historycy nie są zgodni, jakie powody skłoniły Przemysła do zastąpienia używanego jeszcze przez ojca i stryja lwa orłem. Przypuszcza się, że albo władca chciał podkreślić, iż pochodzi z prastarej polskiej dynastii (orła jako herbu używali zresztą Władysław III Laskonogi i Władysław Odonic), albo przez ten symbol chciał uwydatnić swoje prawa następstwa po Henryku Prawym.
Nie jest znana żadna moneta, którą z całą pewnością można byłoby przypisać Przemysłowi II. W związku jednak z poświadczoną źródłowo działalnością mennic oraz występowaniem wśród świadków wykonywanych przez władcę czynności prawnych – mincerzy można być niemal pewnym, że takowe monety istniały. Część historyków przypisuje wielkopolskiemu Piastowi dwa rodzaje monet: brakteat beznapisowy, zachowany w siedmiu egzemplarzach, przedstawiający ukazaną z profilu postać panującego w koronie, trzymającą w ręce uniesiony do góry miecz, a także monetę zachowaną w jednym egzemplarzu, różniącą się od pierwszego wzoru napisem „REX” oraz zwieńczeniem nakrycia głowy (na drugim egzemplarzu widnieje kłobuk zwieńczony krzyżem). Obie monety swoim wyglądem przypominają denary Bolesława Szczodrego.

## Przemysł w opiniach potomnych
Koronacja królewska i tragiczna śmierć w Rogoźnie uczyniły Przemysła męczennikiem sprawy zjednoczenia kraju. Z tego też powodu żaden historyk piszący o końcu XIII wieku nie mógł przejść obok tej postaci obojętnie. Niezwykle silnie na późniejsze pokolenia dziejopisów i historyków wpłynęła barwna i obszerna relacja Jana Długosza: 

Był mężem, którego naród polski przez wszystkie następne pokolenia i wieki winien sławić i wynosić w największych pochwałach jako tego, który ten naród wyniszczony i bezsilny podniósł i uczynił panem sąsiednich krajów. Pierwszy wlał weń żywotność, która miała mu zapewnić powodzenie przez wiele wieków i dał światło za ciemnotę, wolność za niewolę, a smutek zamienił w radość. Toteż jak niegdyś uchodziliśmy niemal za najnieszczęśliwszych i napotykając na drodze wszystkie przeszkody błąkaliśmy się tu i tam na rozbitym okręcie i owe znane słowa Herkulesa: „koniec jednego nieszczęścia jest początkiem następnego” można było słuszniej odnieść do nas niż do niego, tak teraz możemy się nazwać szczęśliwymi, jako ci, którzy dzięki miłosierdziu Bożemu i przezornej decyzji Przemysła oglądamy nie tylko po wszystkich burzach, ale obserwujemy, jak one zamieniły w lekki i łagodny zefir.

Pomimo wzmianki: 

Okrutna i tak nagła śmierć spotkała króla polskiego Przemysła z powodu zabójstwa, jakiego się dopuścił na swojej pierwszej żonie Lukerdzie (że Bóg podobnie pomścił występek), którą wymieniony król kazał zgładzić, czy to żywiąc wobec niej jakieś podejrzenie czy też, jak podają inni, zbrzydziwszy ją sobie z powodu hańby bezpłodności.

Kronikarz ma o królu zdecydowanie pozytywną opinię. Podobnie panowanie Przemysła II w swoich dziełach przedstawili Marcin Bielski, Marcin Kromer i Adam Naruszewicz.
Współcześnie historycy przedstawiają wielkopolskiego Piasta różnie. Bolesław Ulanowski napisał, że „Przemysł był najwybitniejszym w swoim czasie przedstawicielem rodu Piastów”. Z kolei Jan Baszkiewicz zauważa, że choć „książę (był) arbitralny i jak się zdaje nie pozbawiony cech okrucieństwa”, to jednak był zarazem „pełen wiary w swe siły i swe dalekosiężne plany”.

O głębsze, choć zdecydowanie negatywne, oceny wielkopolskiego Piasta pokusili się również Karol Górski: 

Był to człowiek gwałtowny i okrutny, przy tym odważny, a pragnienie potomka męskiego, które nawet zbrodnie wywołało, dowodzi niewątpliwie wielkich ambicji. Przemysł nie był biernego usposobienia. Słabość i niezdecydowanie płynęły z poderwanego autorytetu Przemysła po zbrodni na Ludgardzie dokonanej. […] Nie pozostawił też Przemysł dobrej po sobie pamięci: wielkie czyny równoważyły się z wielkimi zbrodniami.

i Benedykt Zientara: 

[Przemysł był] miernym politykiem, gdyż jego samodzielna działalność […] nie była imponująca. […] Jest zupełnym przypadkiem, że kłótliwe i awanturnicze książątko dzielnicowe, splamione szeroko komentowaną zbrodnią, wyrasta na odnowiciela królestwa, chociaż sam nie reprezentował zbyt wysokich wartości moralnych.

O wiele bardziej pozytywny stosunek do odnowiciela korony polskiej miał Oswald Balzer, w opinii którego Przemysł był: 

wielką indywidualnością, przepełniony wielką ideą […] Był władcą o szerokim widnokręgu i daleko sięgających zamierzeniach […] był zręcznym i przewidującym politykiem, zabiegającym przez długi czas wytrwale o stworzenie takich warunków, które licząc się z ówczesnym układem politycznym, nie tylko pozwoliły powziętą myśl urzeczywistnić, ale zarazem zapewnić jej trwały byt i powodzenie.

Na przełomie XX i XXI w. ukazały się dwie monografie historyczne poświęcone Przemysłowi II. Ich autorzy: Bronisław Nowacki i Aleksander Swieżawski zgodnie podkreślają, że Przemysł był niezwykle ambitny, co dało mu następnie impuls do działań zmierzających do koronacji. Ponadto cechował króla realizm polityczny, który skłonił go z jednej strony do rezygnacji z zagrożonej inwazją czeską Małopolski, a z drugiej do umacniania niezwykle korzystnego sojuszu z Pomorzem Gdańskim. Był też człowiekiem niewątpliwie cierpliwym, umiejącym wiele lat czekać na nadarzającą się sposobność. Z całą pewnością cieszył się również zaufaniem współczesnych, o czym świadczą przykłady powoływania władcy na arbitra sporów międzydzielnicowych. Nie bez znaczenia jest również zapisanie Przemysłowi przez Mściwoja II Pomorza Gdańskiego. Przemysł prowadził bardzo rozsądną i dalekowzroczną politykę gospodarczą. Był władcą unikającym konfliktów zbrojnych, czym zdecydowanie pozytywnie wyróżnia się na tle współczesnych mu Piastów. Nie był natomiast zbyt dobrym rycerzem i wodzem, o czym świadczy choćby klęska w bitwie pod Stolcem. Inną wadą Przemysła była jego zbytnia ufność wobec partnerów politycznych, przejawiająca się m.in. w stosunkach z Henrykiem Prawym.

## Polityka gospodarcza Przemysła II
Z uwagi na charakter zachowanych źródeł z czasów Przemysła II (dokumenty, oraz teksty narracyjne rejestrujące głównie, jeśli nie wyłącznie wydarzenia polityczne) trudno jest jednoznacznie wskazać jakie były główne zamysły działań władcy na niwie gospodarczej. Najważniejszym partnerem dla księcia był wówczas kościół rzymskokatolicki i z wiadomych względów (osoby piśmienne to w przeważającej większości duchowni) dokumentów ich współpracy dochowało się do naszych czasów najwięcej.
Jednym z najważniejszych sojuszników politycznych Przemysła II był arcybiskup gnieźnieński Jakub Świnka. Już 8 stycznia 1284 wystarał się on o nadanie wsi Polanowa. O wiele ważniejszą zdobyczą Jakuba było otrzymanie 1 sierpnia tegoż roku prawa do bicia monety w Żninie i kasztelanii lądzkiej własnej monety. Co więcej w myśl wydanego przywileju moneta arcybiskupa miała być traktowana na równi z książęcą. Dwa lata później 20 czerwca 1286 udało się dodatkowo arcybiskupowi uzyskać przywilej od księcia mazowieckiego Bolesława II do prawa bicia monety w okręgu łowickim i moneta ta miała być przyjmowana na całym Mazowszu, co stało się podstawą niezależności ekonomicznej Jakuba i potęgi gospodarczej w kraju. Również biskup poznański otrzymał od Przemysła II kilka nadań np. w 1288 r. miasto Śródka, w 1289 r. zwolnienie z opłat celnych kupców biskupiego miasta Buk, w 1290 r. książę zatwierdził nadanie prawa niemieckiego dla Słupcy. Ze względów politycznych brak jest podobnego wsparcia na rzecz innych biskupów – z jednym wyjątkiem – w 1287 r. Przemysł uwolnił dobra biskupa lubuskiego Konrada od powinności prawa polskiego i zezwolił na lokowanie miasta targowego na prawie niemieckim.
Władca Wielkopolski starał się również wspierać zakony. Z zachowanych źródeł wynika, że najbardziej faworyzowani byli cystersi, a zwłaszcza ich klasztory w Lądzie (nadania dla klasztoru w latach 1280, 1289, 1291, 1293), Łęknie (1280,1283,1288), oraz Paradyżu (1276, 1277, 1290). Trochę mniejszym poparciem cieszyli się bożogrobcy, benedyktyni (zwłaszcza klasztor w Lubiniu, który otrzymał przywileje w latach 1277, 1294, 1296), oraz dominikanie (klasztor poznański otrzymał w 1277 r. prawo połowu ryb na Warcie, zaś klasztor we Wronkach podstawowe uposażenie). Drobne przywileje otrzymały od Przemysła II również zakony rycerskie: templariusze i joannici.
Szczególnymi względami Przemysła II cieszyło się mieszczaństwo, a szczęśliwie do naszych czasów zachowało się wiele dokumentów to potwierdzających. W 1280 r. stołeczny Poznań zakupił od księcia leżące na obszarze miasta nieruchomości i pożytki, oraz otrzymał dochody z kramów i jatek. Trzy lata później władca uwolnił kupców Poznania od płacenia cła w Wielkopolsce. Drugie stołeczne miasto Przemysła Kalisz w 1282 r. otrzymało potwierdzenie prawa średzkiego nadanego jeszcze przez Bolesława Pobożnego. W 1283 r. książę rozszerzył ten przywilej nakazując by wszystkie miasta księstwa kaliskiego wzorowały się na prawie Kalisza (prawo kaliskie). Kolejne przywileje miasto otrzymało w 1287 r. (Żydzi otrzymali prawo założenia cmentarza we wsi Czaszki, w bezpośrednim sąsiedztwie Kalisza), w 1289 r. (nadanie miastu pięciu aptek i pozwolenie prowadzenia wójtowi szóstej), dwa w 1291 r. (sprzedawcy sukna otrzymali od księcia dochody z cła, a miasto 12 łanów ziemi z przeznaczeniem na pastwiska), 1292 r. (zwolnienie z cła pobieranego w Ołoboku) i 1294 r. (lokacja zagrodników na prawie niemieckim w Starym Mieście).
Oprócz przywilejów dla Poznania i Kalisza znane są jeszcze pojedyncze przywileje dla Pyzdr z 1283 r. (zwolnienie kupców z płacenia ceł w Wielkopolsce), Rogoźna z 1280 r. (lokacja na prawie niemieckim) i Elbląga z 1294 r. (potwierdzenie przywilejów Mściwoja II).

## Przemysł II jako bohater ludowy
Niewielu polskich monarchów wywarło tak duże piętno swoimi rządami i postępowaniem, by trwale zapisać się w świadomości zbiorowej prostej, niepiśmiennej ludności, „nieskażonej” wiedzą podręcznikową znaną coraz powszechniej od początku XX wieku. Pamięć „ludu wiejskiego” była selektywna i nie zawsze wiernie przywoływała zaistniałe wydarzenia. Jeszcze w XIX wieku podaniami i legendami wielkopolskimi zajęli się Edward Raczyński, Oskar Kolberg i przede wszystkim Otto Knoop. Zachowało się około dziesięciu legend, historii różniących się w szczegółach.
Przemysł został zapamiętany jako król Polski, który stał się ofiarą brutalnego mordu dokonanego przez Niemców (także dokładniej Brandenburczyków). Szczegóły tego wydarzenia w zależności od wersji różnią się dosyć znacznie. Drugim faktem z życia Przemysła, który został zapamiętany, to domniemane morderstwo pierwszej żony Ludgardy.
Na polanie Porąblic pod Siernikami, gdzie według tradycji znaleziono zwłoki Przemysła, pod dębem noszącym imię króla, w każdą rocznicę jego śmierci odbywa się inscenizacja historyczna odtwarzająca zbrodnię w Rogoźnie.

## Przemysł II w literaturze
Józef Ignacy Kraszewski uczynił Przemysła II bohaterem jednej z powieści cyklu Dzieje Polski pt. Pogrobek. Elżbieta Cherezińska opisuje walkę o odzyskanie korony przez Przemysła II w powieści historycznej Korona śniegu i krwi. Przemysł II jest również jednym z bohaterów cyklu powieściowego Witolda Jabłońskiego Gwiazda Wenus, Gwiazda Lucyfer. Z kolei domniemana tragiczna śmierć pierwszej żony Przemysła, Ludgardy stała się inspiracją do napisania przez Franciszka Karpińskiego 28-zwrotkowej dumy. Tego samego zagadnienia dotyczy 5-aktowa tragedia Ludgarda napisana przez Ludwika Kropińskiego, a przetłumaczona na język niemiecki jeszcze w XIX wieku przez Johanna Wolfganga Goethego.

## Pomniki
Od czerwca 2018 r. króla upamiętnia jeden z posągów na trasie Traktu Królewskiego w Gnieźnie. Autorem rzeźby jest poznański artysta, Rafał Nowak.